# Serie A (Italia) 2016-17
La Serie A 2016-17 fue la octogésima quinta edición de la máxima competición futbolística de Italia, desde su creación en 1929. La Juventus es el campeón defensor del título, tras proclamarse campeón en la jornada 35 al vencer por 1-2 a la Fiorentina, adjudicándose así el scudetto por sexta temporada consecutiva.
Un total de 20 equipos participaron en la competición, incluyendo 17 equipos de la temporada anterior y 3 provenientes de la Serie B 2015/16. La temporada comenzó el 21 de agosto de 2016.

## Equipos participantes

### Ascensos y descensos
| Pos. | Descendidos de la Serie A 2015-16 |
| ---- | --------------------------------- |
| 18º  | Carpi                             |
| 19º  | Frosinone                         |
| 20º  | Hellas Verona                     |

| Pos.  | Ascendidos de la Serie B 2015-16 |
| ----- | -------------------------------- |
| 1º    | Cagliari                         |
| 2º    | Crotone                          |
| Prom. | Pescara                          |

### Datos de los equipos
| Equipo                                    | Ciudad    | Entrenador            | Estadio                             | Aforo  | Marca          | Patrocinador                                                 |
| ----------------------------------------- | --------- | --------------------- | ----------------------------------- | ------ | -------------- | ------------------------------------------------------------ |
| Atalanta                                  | Bérgamo   | Gian Piero Gasperini  | Atleti Azzurri d'Italia             | 26.542 | Nike           | 2 patrocinadores Suisse Gas Konica Minolta                   |
| Bologna                                   | Bolonia   | Roberto Donadoni      | Renato Dall'Ara                     | 39.444 | Macron         | FAAC                                                         |
| Cagliari                                  | Cagliari  | Massimo Rastelli      | Sant'Elia                           | 11.650 | Kappa          | Isola Artigianato di Sardegna                                |
| Chievo Verona                             | Verona    | Rolando Maran         | Marcantonio Bentegodi               | 43.000 | Givova         | 3 patrocinadores Paluani Nobis Assicurazioni Midac Batteries |
| Crotone                                   | Crotone   | Davide Nicola         | Stadio Ezio Scida                   | 9.996  | Zeus           | Metal Carpenteria                                            |
| Empoli                                    | Empoli    | Giovanni Martusciello | Carlo Castellani                    | 16.800 | Royal          | 2 patrocinadores NGM Mobile Computer Gross                   |
| Fiorentina                                | Florencia | Paulo Sousa           | Artemio Franchi                     | 49.282 | Le Coq Sportif | Vorwerk Folletto                                             |
| Genoa                                     | Génova    | Ivan Jurić            | Luigi Ferraris                      | 36.685 | Lotto          | Izi Play                                                     |
| Internazionale                            | Milán     | Stefano Vecchi        | Giuseppe Meazza                     | 80.018 | Nike           | Pirelli                                                      |
| Juventus                                  | Turín     | Massimiliano Allegri  | Juventus Stadium                    | 41.000 | Adidas         | Jeep                                                         |
| Lazio                                     | Roma      | Simone Inzaghi        | Estadio Olímpico de Roma            | 72.698 | Macron         |                                                              |
| Milan                                     | Milán     | Vincenzo Montella     | San Siro                            | 80.018 | Adidas         | Emirates                                                     |
| Napoli                                    | Nápoles   | Maurizio Sarri        | San Paolo                           | 60.240 | Kappa          | 2 patrocinadores Lete Pasta Garofalo                         |
| Palermo                                   | Palermo   | Diego Bortoluzzi      | Renzo Barbera                       | 36.349 | Joma           |                                                              |
| Pescara                                   | Pescara   | Zdeněk Zeman          | Adriático                           | 24.500 | Erreà          |                                                              |
| Roma                                      | Roma      | Luciano Spalletti     | Estadio Olímpico de Roma            | 72.698 | Nike           |                                                              |
| Sampdoria                                 | Génova    | Marco Giampaolo       | Luigi Ferraris                      | 36.685 | Joma           | Tempotest Parà                                               |
| Sassuolo                                  | Sassuolo  | Eusebio Di Francesco  | MAPEI Stadium - Città del Tricolore | 30.084 | Kappa          | Mapei                                                        |
| Torino                                    | Turín     | Siniša Mihajlović     | Estadio Olímpico de Turín           | 30.994 | Kappa          | 2 patrocinadores Suzuki Salami Beretta                       |
| Udinese                                   | Údine     | Luigi Delneri         | Dacia Arena                         | 25.000 | HS Football    | Dacia                                                        |
| Datos actualizados al 28 de mayo de 2017. |           |                       |                                     |        |                |                                                              |

### Cambios de entrenadores
| Equipo         | Entrenador (jornadas)                                                                                               |
| -------------- | --- |
| Palermo        | Davide Ballardini (1-2) Roberto De Zerbi (3-14) Eugenio Corini (15-21) Diego López (22-31) Diego Bortoluzzi (32-38) |
| Udinese        | Giuseppe Iachini (1-7) Luigi Delneri (8-38)                                                                         |
| Internazionale | Frank de Boer (1-11) Stefano Vecchi (12, 36-38) Stefano Pioli (13-35)                                               |
| Pescara        | Massimo Oddo (1-24) Zdeněk Zeman (25-38)                                                                            |
| Genoa          | Ivan Jurić (1-25, 32-38) Andrea Mandorlini (26-31)                                                                  |

### Equipos por región
| Región               | N.º | Equipos                          |
| -------------------- | --- | -------------------------------- |
| Lombardia            | 3   | Atalanta, Internazionale y Milan |
| Emilia-Romaña        | 2   | Bologna y Sassuolo               |
| Lacio                | 2   | Lazio y Roma                     |
| Liguria              | 2   | Genoa y Sampdoria                |
| Piamonte             | 2   | Juventus y Torino                |
| Toscana              | 2   | Empoli y Fiorentina              |
| Véneto               | 1   | Chievo                           |
| Campania             | 1   | Napoli                           |
| Sicilia              | 1   | Palermo                          |
| Friuli-Venecia Julia | 1   | Udinese                          |
| Calabria             | 1   | Crotone                          |
| Cerdeña              | 1   | Cagliari                         |
| Abruzos              | 1   | Pescara                          |

## Clasificación
| Pos. | Equipo         | Pts. | PJ | G  | E  | P  | GF | GC | Dif. | Clasificación o descenso               |
| ---- | -------------- | ---- | -- | -- | -- | -- | -- | -- | ---- | -------------------------------------- |
| 1    | Juventus (C)   | 91   | 38 | 29 | 4  | 5  | 77 | 27 | +50  | Fase de grupos de la Liga de Campeones |
| 2    | Roma           | 87   | 38 | 28 | 3  | 7  | 90 | 38 | +52  | Fase de grupos de la Liga de Campeones |
| 3    | Napoli         | 86   | 38 | 26 | 8  | 4  | 94 | 39 | +55  | Play-offs de la Liga de Campeones      |
| 4    | Atalanta       | 72   | 38 | 21 | 9  | 8  | 62 | 41 | +21  | Fase de grupos de la Liga Europa       |
| 5    | Lazio          | 70   | 38 | 21 | 7  | 10 | 74 | 51 | +23  | Fase de grupos de la Liga Europa       |
| 6    | Milan          | 63   | 38 | 18 | 9  | 11 | 57 | 45 | +12  | Tercera ronda previa de la Liga Europa |
| 7    | Inter de Milán | 62   | 38 | 19 | 5  | 14 | 72 | 49 | +23  |                                        |
| 8    | Fiorentina     | 60   | 38 | 16 | 12 | 10 | 63 | 57 | +6   |                                        |
| 9    | Torino         | 53   | 38 | 13 | 14 | 11 | 71 | 66 | +5   |                                        |
| 10   | Sampdoria      | 48   | 38 | 12 | 12 | 14 | 49 | 55 | −6   |                                        |
| 11   | Cagliari       | 47   | 38 | 14 | 5  | 19 | 55 | 76 | −21  |                                        |
| 12   | Sassuolo       | 46   | 38 | 13 | 7  | 18 | 58 | 63 | −5   |                                        |
| 13   | Udinese        | 45   | 38 | 12 | 9  | 17 | 47 | 56 | −9   |                                        |
| 14   | Chievo Verona  | 43   | 38 | 12 | 7  | 19 | 43 | 61 | −18  |                                        |
| 15   | Bologna        | 41   | 38 | 11 | 8  | 19 | 40 | 58 | −18  |                                        |
| 16   | Genoa          | 36   | 38 | 9  | 9  | 20 | 38 | 64 | −26  |                                        |
| 17   | Crotone        | 34   | 38 | 9  | 7  | 22 | 34 | 58 | −24  |                                        |
| 18   | Empoli (D)     | 32   | 38 | 8  | 8  | 22 | 29 | 61 | −32  | Descenso de categoría                  |
| 19   | Palermo (D)    | 26   | 38 | 6  | 8  | 24 | 33 | 77 | −44  | Descenso de categoría                  |
| 20   | Pescara (D)    | 18   | 38 | 3  | 9  | 26 | 37 | 81 | −44  | Descenso de categoría                  |

 Fuente: legaseriea.it y marca.com
Notas:
1. ↑  Lazio se clasificó para la fase de grupos de la Liga Europa 2017-18, debido a que el campeón de la Coppa Italia 2016-17 (Juventus) se había clasificado a la Liga de Campeones, por lo que el cupo pasó al 6° clasificado.
2. ↑  Milan se clasificó para la tercera ronda previa de la Liga Europa 2017-18, debido a que el cupo que originalmente iba destinado al 6° clasificado pasó al 7° clasificado.

### Evolución de las posiciones
| Equipo / Jornada | 1  | 2  | 3  | 4  | 5  | 6  | 7  | 8  | 9  | 10 | 11 | 12 | 13 | 14 | 15 | 16 | 17 | 18 | 19 | 20 | 21 | 22 | 23 | 24 | 25 | 26 | 27 | 28 | 29 | 30 | 31 | 32 | 33 | 34 | 35 | 36 | 37 | 38 |
| Equipo / Jornada |    |    |    |    |    |    |    |    |    |    |    |    |    |    |    |    |    |    |    |    |    |    |    |    |    |    |    |    |    |    |    |    |    |    |    |    |    |    |
| ---------------- | -- | -- | -- | -- | -- | -- | -- | -- | -- | -- | -- | -- | -- | -- | -- | -- | -- | -- | -- | -- | -- | -- | -- | -- | -- | -- | -- | -- | -- | -- | -- | -- | -- | -- | -- | -- | -- | -- |
| Juventus2        | 6  | 2  | 1  | 2  | 1  | 1  | 1  | 1  | 1  | 1  | 1  | 1  | 1  | 1  | 1  | 1  | 1  | 1  | 1  | 1  | 1  | 1  | 1  | 1  | 1  | 1  | 1  | 1  | 1  | 1  | 1  | 1  | 1  | 1  | 1  | 1  | 1  | 1  |
| Roma             | 1  | 4  | 3  | 3  | 3  | 4  | 3  | 2  | 2  | 2  | 2  | 2  | 2  | 2  | 2  | 2  | 2  | 2  | 2  | 2  | 2  | 2  | 2  | 2  | 2  | 2  | 2  | 2  | 2  | 2  | 2  | 2  | 2  | 2  | 2  | 2  | 2  | 2  |
| Napoli           | 10 | 6  | 2  | 1  | 2  | 2  | 2  | 5  | 4  | 3  | 5  | 6  | 6  | 7  | 4  | 4  | 3  | 3  | 3  | 3  | 3  | 3  | 3  | 3  | 3  | 3  | 3  | 3  | 3  | 3  | 3  | 3  | 3  | 3  | 3  | 3  | 3  | 3  |
| Atalanta         | 12 | 18 | 14 | 18 | 19 | 16 | 12 | 13 | 8  | 6  | 6  | 5  | 5  | 5  | 6  | 6  | 6  | 6  | 6  | 7  | 6  | 6  | 6  | 5  | 5  | 4  | 5  | 6  | 6  | 5  | 5  | 5  | 5  | 5  | 5  | 5  | 5  | 4  |
| Lazio            | 4  | 9  | 10 | 4  | 9  | 5  | 4  | 6  | 6  | 5  | 4  | 4  | 4  | 4  | 5  | 5  | 4  | 4  | 4  | 4  | 4  | 5  | 4  | 6  | 6  | 5  | 4  | 4  | 4  | 4  | 4  | 4  | 4  | 4  | 4  | 4  | 4  | 5  |
| Milan3           | 5  | 11 | 15 | 10 | 6  | 6  | 6  | 3  | 3  | 4  | 3  | 3  | 3  | 3  | 3  | 3  | 5  | 5  | 5  | 5  | 7  | 8  | 7  | 7  | 7  | 7  | 7  | 7  | 7  | 7  | 6  | 6  | 6  | 6  | 6  | 6  | 6  | 6  |
| Internazionale   | 19 | 17 | 11 | 6  | 5  | 3  | 9  | 11 | 14 | 10 | 12 | 9  | 9  | 8  | 10 | 9  | 7  | 7  | 7  | 6  | 5  | 4  | 5  | 4  | 4  | 6  | 6  | 5  | 5  | 6  | 7  | 7  | 7  | 7  | 7  | 8  | 7  | 7  |
| Fiorentina1 4    | 14 | 10 | 13 | 8  | 10 | 12 | 14 | 14 | 11 | 11 | 8  | 8  | 8  | 9  | 8  | 7  | 8  | 9  | 9  | 9  | 8  | 7  | 8  | 8  | 8  | 8  | 8  | 8  | 8  | 8  | 8  | 8  | 8  | 8  | 8  | 7  | 8  | 8  |
| Torino           | 13 | 7  | 12 | 14 | 14 | 10 | 7  | 4  | 5  | 7  | 7  | 7  | 7  | 6  | 7  | 8  | 9  | 8  | 8  | 8  | 9  | 9  | 9  | 9  | 9  | 9  | 9  | 10 | 10 | 10 | 10 | 9  | 9  | 9  | 9  | 9  | 9  | 9  |
| Sampdoria        | 8  | 3  | 5  | 9  | 12 | 17 | 15 | 15 | 15 | 16 | 14 | 14 | 11 | 11 | 9  | 12 | 13 | 13 | 13 | 13 | 16 | 12 | 10 | 10 | 10 | 10 | 10 | 9  | 9  | 9  | 9  | 10 | 10 | 10 | 10 | 10 | 10 | 10 |
| Cagliari         | 18 | 16 | 18 | 15 | 17 | 13 | 10 | 8  | 10 | 15 | 9  | 11 | 14 | 12 | 12 | 14 | 15 | 14 | 14 | 10 | 11 | 14 | 15 | 15 | 14 | 12 | 13 | 15 | 14 | 13 | 13 | 13 | 13 | 13 | 13 | 12 | 13 | 11 |
| Sassuolo         | 9  | 13 | 17 | 11 | 13 | 9  | 13 | 10 | 9  | 14 | 16 | 16 | 16 | 16 | 15 | 15 | 16 | 16 | 16 | 16 | 14 | 16 | 13 | 13 | 12 | 13 | 12 | 13 | 15 | 15 | 15 | 14 | 14 | 14 | 14 | 13 | 11 | 12 |
| Udinese          | 20 | 12 | 6  | 12 | 11 | 14 | 16 | 17 | 16 | 12 | 13 | 13 | 15 | 15 | 14 | 13 | 11 | 10 | 10 | 11 | 12 | 10 | 11 | 12 | 13 | 14 | 14 | 12 | 12 | 12 | 11 | 11 | 11 | 11 | 11 | 11 | 12 | 13 |
| Chievo Verona    | 3  | 8  | 9  | 5  | 4  | 7  | 5  | 7  | 7  | 9  | 11 | 12 | 10 | 13 | 13 | 11 | 10 | 11 | 11 | 12 | 13 | 11 | 12 | 11 | 11 | 11 | 11 | 11 | 11 | 11 | 12 | 12 | 12 | 12 | 12 | 14 | 14 | 14 |
| Bologna3         | 7  | 14 | 7  | 13 | 7  | 8  | 11 | 12 | 13 | 13 | 15 | 15 | 13 | 14 | 16 | 16 | 14 | 15 | 15 | 15 | 10 | 13 | 14 | 14 | 15 | 15 | 16 | 14 | 13 | 14 | 14 | 15 | 15 | 15 | 15 | 15 | 15 | 15 |
| Genoa1           | 2  | 1  | 4  | 7  | 8  | 11 | 8  | 9  | 12 | 8  | 10 | 10 | 12 | 10 | 11 | 10 | 12 | 12 | 12 | 14 | 15 | 15 | 16 | 16 | 16 | 16 | 15 | 16 | 16 | 16 | 16 | 16 | 16 | 16 | 16 | 16 | 16 | 16 |
| Crotone2         | 15 | 19 | 20 | 20 | 20 | 20 | 20 | 20 | 20 | 20 | 20 | 20 | 20 | 19 | 19 | 18 | 18 | 19 | 19 | 19 | 18 | 18 | 19 | 19 | 19 | 19 | 19 | 19 | 19 | 18 | 18 | 18 | 18 | 18 | 18 | 18 | 18 | 17 |
| Empoli           | 16 | 20 | 16 | 17 | 18 | 19 | 19 | 19 | 18 | 18 | 18 | 17 | 17 | 17 | 17 | 17 | 17 | 17 | 17 | 17 | 17 | 17 | 17 | 17 | 17 | 17 | 17 | 17 | 17 | 17 | 17 | 17 | 17 | 17 | 17 | 17 | 17 | 18 |
| Palermo          | 17 | 15 | 19 | 19 | 16 | 18 | 18 | 18 | 19 | 19 | 19 | 19 | 19 | 20 | 20 | 20 | 19 | 18 | 18 | 18 | 19 | 19 | 18 | 18 | 18 | 18 | 18 | 18 | 18 | 19 | 19 | 19 | 19 | 19 | 19 | 19 | 19 | 19 |
| Pescara4         | 11 | 5  | 8  | 16 | 15 | 15 | 17 | 16 | 17 | 17 | 17 | 18 | 18 | 18 | 18 | 19 | 20 | 20 | 20 | 20 | 20 | 20 | 20 | 20 | 20 | 20 | 20 | 20 | 20 | 20 | 20 | 20 | 20 | 20 | 20 | 20 | 20 | 20 |

Notas:
- 1 Posiciones de Genoa y Fiorentina de la fecha 3 hasta la 17 con un partido pendiente por la suspensión del encuentro entre ambos en la jornada 3.
- 2 Posiciones de Crotone y Juventus de la fecha 18 hasta la 24 con un partido pendiente por la suspensión del encuentro entre ambos en la jornada 18.
- 3 Posiciones de Bologna y Milan de la fecha 18 hasta la 24 con un partido pendiente por la suspensión del encuentro entre ambos en la jornada 18.
- 4 Posiciones de Pescara y Fiorentina de la fecha 19 hasta la 23 con un partido pendiente por la suspensión del encuentro entre ambos en la jornada 19.

## Resultados

### Tabla de resultados cruzados
| L\V        | ATA | BOL | CAG | CHV | CRO | EMP | FIO | GEN | INT | JUV | LAZ | MIL | NAP | PAL | PES | ROM | SAM | SAS | TOR | UDI |
| ---------- | --- | --- | --- | --- | --- | --- | --- | --- | --- | --- | --- | --- | --- | --- | --- | --- | --- | --- | --- | --- |
| Atalanta   | —   | 3–2 | 2–0 | 1–0 | 1–0 | 2–1 | 0–0 | 3–0 | 2–1 | 2–2 | 3–4 | 1–1 | 1–0 | 0–1 | 3–0 | 2–1 | 1–0 | 1–1 | 2–1 | 1–3 |
| Bologna    | 0–2 | —   | 2–1 | 4–1 | 1–0 | 0–0 | 0–1 | 0–1 | 0–1 | 1–2 | 0–2 | 0–1 | 1–7 | 3–1 | 3–1 | 0–3 | 2–0 | 1–1 | 2–0 | 4–0 |
| Cagliari   | 3–0 | 1–1 | —   | 4–0 | 2–1 | 3–2 | 3–5 | 4–1 | 1–5 | 0–2 | 0–0 | 2–1 | 0–5 | 2–1 | 1–0 | 2–2 | 2–1 | 4–3 | 2–3 | 2–1 |
| Chievo     | 1–4 | 1–1 | 1–0 | —   | 1–2 | 4–0 | 0–3 | 0–0 | 2–0 | 1–2 | 1–1 | 1–3 | 1–3 | 1–1 | 2–0 | 3–5 | 2–1 | 2–1 | 1–3 | 0–0 |
| Crotone    | 1–3 | 0–1 | 1–2 | 2–0 | —   | 4–1 | 0–1 | 1–3 | 2–1 | 0–2 | 3–1 | 1–1 | 1–2 | 1–1 | 2–1 | 0–2 | 1–1 | 0–0 | 0–2 | 1–0 |
| Empoli     | 0–1 | 3–1 | 2–0 | 0–0 | 2–1 | —   | 0–4 | 0–2 | 0–2 | 0–3 | 1–2 | 1–4 | 2–3 | 1–0 | 1–1 | 0–0 | 0–1 | 1–3 | 1–1 | 1–0 |
| Fiorentina | 0–0 | 1–0 | 1–0 | 1–0 | 1–1 | 1–2 | —   | 3–3 | 5–4 | 2–1 | 3–2 | 0–0 | 3–3 | 2–1 | 2–2 | 1–0 | 1–1 | 2–1 | 2–2 | 3–0 |
| Genoa      | 0–5 | 1–1 | 3–1 | 1–2 | 2–2 | 0–0 | 1–0 | —   | 1–0 | 3–1 | 2–2 | 3–0 | 0–0 | 3–4 | 1–1 | 0–1 | 0–1 | 0–1 | 2–1 | 1–1 |
| Inter      | 7–1 | 1–1 | 1–2 | 3–1 | 3–0 | 2–0 | 4–2 | 2–0 | —   | 2–1 | 3–0 | 2–2 | 0–1 | 1–1 | 3–0 | 1–3 | 1–2 | 1–2 | 2–1 | 5–2 |
| Juventus   | 3–1 | 3–0 | 4–0 | 2–0 | 3–0 | 2–0 | 2–1 | 4–0 | 1–0 | —   | 2–0 | 2–1 | 2–1 | 4–1 | 3–0 | 1–0 | 4–1 | 3–1 | 1–1 | 2–1 |
| Lazio      | 2–1 | 1–1 | 4–1 | 0–1 | 1–0 | 2–0 | 3–1 | 3–1 | 1–3 | 0–1 | —   | 1–1 | 0–3 | 6–2 | 3–0 | 0–2 | 7–3 | 2–1 | 3–1 | 1–0 |
| Milan      | 0–0 | 3–0 | 1–0 | 3–1 | 2–1 | 1–2 | 2–1 | 1–0 | 2–2 | 1–0 | 2–0 | —   | 1–2 | 4–0 | 1–0 | 1–4 | 0–1 | 4–3 | 3–2 | 0–1 |
| Napoli     | 0–2 | 3–1 | 3–1 | 2–0 | 3–0 | 2–0 | 4–1 | 2–0 | 3–0 | 1–1 | 1–1 | 4–2 | —   | 1–1 | 3–1 | 1–3 | 2–1 | 1–1 | 5–3 | 3–0 |
| Palermo    | 1–3 | 0–0 | 1–3 | 0–2 | 1–0 | 2–1 | 2–0 | 1–0 | 0–1 | 0–1 | 0–1 | 1–2 | 0–3 | —   | 1–1 | 0–3 | 1–1 | 0–1 | 1–4 | 1–3 |
| Pescara    | 0–1 | 0–3 | 1–1 | 0–2 | 0–1 | 0–4 | 1–2 | 5–0 | 1–2 | 0–2 | 2–6 | 1–1 | 2–2 | 2–0 | —   | 1–4 | 1–1 | 1–3 | 0–0 | 1–3 |
| Roma       | 1–1 | 3–0 | 1–0 | 3–1 | 4–0 | 2–0 | 4–0 | 3–2 | 2–1 | 3–1 | 1–3 | 1–0 | 1–2 | 4–1 | 3–2 | —   | 3–2 | 3–1 | 4–1 | 4–0 |
| Sampdoria  | 2–1 | 3–1 | 1–1 | 1–1 | 1–2 | 0–0 | 2–2 | 2–1 | 1–0 | 0–1 | 1–2 | 0–1 | 2–4 | 1–1 | 3–1 | 3–2 | —   | 3–2 | 2–0 | 0–0 |
| Sassuolo   | 0–3 | 0–1 | 6–2 | 1–3 | 2–1 | 3–0 | 2–2 | 2–0 | 0–1 | 0–2 | 1–2 | 0–1 | 2–2 | 4–1 | 0–3 | 1–3 | 2–1 | —   | 0–0 | 1–0 |
| Torino     | 1–1 | 5–1 | 5–1 | 2–1 | 1–1 | 0–0 | 2–1 | 1–0 | 2–2 | 1–3 | 2–2 | 2–2 | 0–5 | 3–1 | 5–3 | 3–1 | 1–1 | 5–3 | —   | 2–2 |
| Udinese    | 1–1 | 1–0 | 2–1 | 1–2 | 2–0 | 2–0 | 2–2 | 3–0 | 1–2 | 1–1 | 0–3 | 2–1 | 1–2 | 4–1 | 3–1 | 0–1 | 1–1 | 1–2 | 2–2 | —   |

- Los horarios corresponden al huso horario de Italia (Hora central europea): UTC+1 en horario estándar y UTC+2 en horario de verano

### Primera vuelta
| Roma          | 4 - 0 Archivado el 21 de agosto de 2016 en Wayback Machine. | Udinese        | Olímpico de Roma        | 20 de agosto | 18:00 |
| Juventus      | 2 - 1 Archivado el 11 de mayo de 2017 en Wayback Machine.   | Fiorentina     | Juventus Stadium        | 20 de agosto | 20:45 |
| Milan         | 3 - 2 Archivado el 22 de agosto de 2016 en Wayback Machine. | Torino         | San Siro                | 21 de agosto | 18:00 |
| Atalanta      | 3 - 4 Archivado el 10 de agosto de 2017 en Wayback Machine. | Lazio          | Atleti Azzurri d'Italia | 21 de agosto | 20:45 |
| Bologna       | 1 - 0 Archivado el 22 de agosto de 2016 en Wayback Machine. | Crotone        | Renato Dall'Ara         | 21 de agosto | 20:45 |
| Chievo Verona | 2 - 0 Archivado el 22 de agosto de 2016 en Wayback Machine. | Internazionale | Marcantonio Bentegodi   | 21 de agosto | 20:45 |
| Empoli        | 0 - 1 Archivado el 22 de agosto de 2016 en Wayback Machine. | Sampdoria      | Carlo Castellani        | 21 de agosto | 20:45 |
| Genoa         | 3 - 1 Archivado el 22 de agosto de 2016 en Wayback Machine. | Cagliari       | Luigi Ferraris          | 21 de agosto | 20:45 |
| Palermo       | 0 - 1 Archivado el 22 de agosto de 2016 en Wayback Machine. | Sassuolo       | Renzo Barbera           | 21 de agosto | 20:45 |
| Pescara       | 2 - 2 Archivado el 22 de agosto de 2016 en Wayback Machine. | Napoli         | Adriatico               | 21 de agosto | 20:45 |

| Lazio          | 0 - 1 Archivado el 27 de agosto de 2016 en Wayback Machine.         | Juventus      | Olímpico de Roma                    | 27 de agosto | 18:00 |
| Napoli         | 4 - 2 Archivado el 8 de diciembre de 2017 en Wayback Machine.       | Milan         | San Paolo                           | 27 de agosto | 20:45 |
| Internazionale | 1 - 1 Archivado el 27 de agosto de 2016 en Wayback Machine.         | Palermo       | Giuseppe Meazza                     | 28 de agosto | 18:00 |
| Cagliari       | 2 - 2 Archivado el 27 de agosto de 2016 en Wayback Machine.         | Roma          | Sant'Elia                           | 28 de agosto | 20:45 |
| Crotone        | 1 - 3 Archivado el 27 de agosto de 2016 en Wayback Machine.         | Genoa         | Adriatico                           | 28 de agosto | 20:45 |
| Fiorentina     | 1 - 0 Archivado el 27 de agosto de 2016 en Wayback Machine.         | Chievo Verona | Artemio Franchi                     | 28 de agosto | 20:45 |
| Sampdoria      | 2 - 1 Archivado el 27 de agosto de 2016 en Wayback Machine.         | Atalanta      | Luigi Ferraris                      | 28 de agosto | 20:45 |
| Sassuolo       | 0 - 3 Archivado el 27 de agosto de 2016 en Wayback Machine. *(w.o.) | Pescara       | MAPEI Stadium - Città del Tricolore | 28 de agosto | 20:45 |
| Torino         | 5 - 1 Archivado el 27 de agosto de 2016 en Wayback Machine.         | Bologna       | Olímpico de Turín                   | 28 de agosto | 20:45 |
| Udinese        | 2 - 0 Archivado el 27 de agosto de 2016 en Wayback Machine.         | Empoli        | Friuli                              | 28 de agosto | 20:45 |

| Juventus      | 3 - 1 Archivado el 11 de septiembre de 2016 en Wayback Machine.                                         | Sassuolo       | Juventus Stadium        | 10 de septiembre | 18:00 |
| Palermo       | 0 - 3 Archivado el 11 de septiembre de 2016 en Wayback Machine.                                         | Napoli         | Renzo Barbera           | 10 de septiembre | 20:45 |
| Bologna       | 2 - 1 Archivado el 12 de septiembre de 2016 en Wayback Machine.                                         | Cagliari       | Renato Dall'Ara         | 11 de septiembre | 12:30 |
| Atalanta      | 2 - 1 Archivado el 12 de septiembre de 2016 en Wayback Machine.                                         | Torino         | Atleti Azzurri d'Italia | 11 de septiembre | 15:00 |
| Chievo Verona | 1 - 1 Archivado el 12 de septiembre de 2016 en Wayback Machine.                                         | Lazio          | Marcantonio Bentegodi   | 11 de septiembre | 15:00 |
| Milan         | 0 - 1 Archivado el 12 de septiembre de 2016 en Wayback Machine.                                         | Udinese        | San Siro                | 11 de septiembre | 15:00 |
| Roma          | 3 - 2 Archivado el 13 de septiembre de 2016 en Wayback Machine.                                         | Sampdoria      | Olímpico de Roma        | 11 de septiembre | 15:00 |
| Pescara       | 1 - 2 (enlace roto disponible en Internet Archive; véase el historial, la primera versión y la última). | Internazionale | Adriatico               | 11 de septiembre | 20:45 |
| Empoli        | 2 - 1 (enlace roto disponible en Internet Archive; véase el historial, la primera versión y la última). | Crotone        | Carlo Castellani        | 12 de septiembre | 20:45 |
| Genoa         | 1 - 0 Archivado el 12 de septiembre de 2016 en Wayback Machine.                                         | Fiorentina     | Luigi Ferraris          | 15 de diciembre  | 20:00 |

| Sampdoria      | 0 - 1 Archivado el 17 de septiembre de 2016 en Wayback Machine. | Milan         | Luigi Ferraris                      | 16 de septiembre | 20:45 |
| Lazio          | 3 - 0 Archivado el 18 de septiembre de 2016 en Wayback Machine. | Pescara       | Olímpico de Roma                    | 17 de septiembre | 18:00 |
| Napoli         | 3 - 1 Archivado el 18 de septiembre de 2016 en Wayback Machine. | Bologna       | San Paolo                           | 17 de septiembre | 20:45 |
| Udinese        | 1 - 2 Archivado el 19 de septiembre de 2016 en Wayback Machine. | Chievo Verona | Friuli                              | 18 de septiembre | 12:30 |
| Cagliari       | 3 - 0 Archivado el 17 de septiembre de 2016 en Wayback Machine. | Atalanta      | Sant'Elia                           | 18 de septiembre | 15:00 |
| Crotone        | 1 - 1 Archivado el 19 de septiembre de 2016 en Wayback Machine. | Palermo       | Adriatico                           | 18 de septiembre | 15:00 |
| Sassuolo       | 2 - 0 Archivado el 19 de septiembre de 2016 en Wayback Machine. | Genoa         | MAPEI Stadium - Città del Tricolore | 18 de septiembre | 15:00 |
| Torino         | 0 - 0 Archivado el 19 de septiembre de 2016 en Wayback Machine. | Empoli        | Olímpico de Turín                   | 18 de septiembre | 15:00 |
| Internazionale | 2 - 1 Archivado el 14 de septiembre de 2016 en Wayback Machine. | Juventus      | Giuseppe Meazza                     | 18 de septiembre | 18:00 |
| Fiorentina     | 1 - 0 Archivado el 19 de septiembre de 2016 en Wayback Machine. | Roma          | Artemio Franchi                     | 18 de septiembre | 20:45 |

| Milan         | 2 - 0 Archivado el 21 de septiembre de 2016 en Wayback Machine. | Lazio          | San Siro                | 20 de septiembre | 20:45 |
| Bologna       | 2 - 0 Archivado el 20 de septiembre de 2016 en Wayback Machine. | Sampdoria      | Renato Dall'Ara         | 21 de septiembre | 18:30 |
| Atalanta      | 0 - 1 Archivado el 17 de septiembre de 2016 en Wayback Machine. | Palermo        | Atleti Azzurri d'Italia | 21 de septiembre | 20:45 |
| Chievo Verona | 2 - 1 Archivado el 20 de septiembre de 2016 en Wayback Machine. | Sassuolo       | Marcantonio Bentegodi   | 21 de septiembre | 20:45 |
| Empoli        | 0 - 2 Archivado el 20 de septiembre de 2016 en Wayback Machine. | Internazionale | Carlo Castellani        | 21 de septiembre | 20:45 |
| Genoa         | 0 - 0 Archivado el 20 de septiembre de 2016 en Wayback Machine. | Napoli         | Luigi Ferraris          | 21 de septiembre | 20:45 |
| Juventus      | 4 - 0 Archivado el 14 de septiembre de 2016 en Wayback Machine. | Cagliari       | Juventus Stadium        | 21 de septiembre | 20:45 |
| Pescara       | 0 - 0 Archivado el 20 de septiembre de 2016 en Wayback Machine. | Torino         | Adriatico               | 21 de septiembre | 20:45 |
| Roma          | 4 - 0 Archivado el 21 de septiembre de 2016 en Wayback Machine. | Crotone        | Olímpico de Roma        | 21 de septiembre | 20:45 |
| Udinese       | 2 - 2 Archivado el 20 de septiembre de 2016 en Wayback Machine. | Fiorentina     | Friuli                  | 21 de septiembre | 20:45 |

| Palermo        | 0 - 1 Archivado el 14 de septiembre de 2016 en Wayback Machine.                                         | Juventus      | Renzo Barbera                       | 24 de septiembre | 18:00 |
| Napoli         | 2 - 0 Archivado el 20 de septiembre de 2016 en Wayback Machine.                                         | Chievo Verona | San Paolo                           | 24 de septiembre | 20:45 |
| Torino         | 3 - 1 Archivado el 20 de septiembre de 2016 en Wayback Machine.                                         | Roma          | Olímpico de Turín                   | 25 de septiembre | 12:30 |
| Genoa          | 1 - 1 Archivado el 20 de septiembre de 2016 en Wayback Machine.                                         | Pescara       | Luigi Ferraris                      | 25 de septiembre | 15:00 |
| Internazionale | 1 - 1 Archivado el 20 de septiembre de 2016 en Wayback Machine.                                         | Bologna       | Giuseppe Meazza                     | 25 de septiembre | 15:00 |
| Lazio          | 2 - 0 Archivado el 21 de septiembre de 2016 en Wayback Machine.                                         | Empoli        | Olímpico de Roma                    | 25 de septiembre | 15:00 |
| Sassuolo       | 1 - 0 Archivado el 20 de septiembre de 2016 en Wayback Machine.                                         | Udinese       | MAPEI Stadium - Città del Tricolore | 25 de septiembre | 15:00 |
| Fiorentina     | 0 - 0 Archivado el 20 de septiembre de 2016 en Wayback Machine.                                         | Milan         | Artemio Franchi                     | 25 de septiembre | 20:45 |
| Crotone        | 1 - 3 (enlace roto disponible en Internet Archive; véase el historial, la primera versión y la última). | Atalanta      | Adriatico                           | 26 de septiembre | 19:00 |
| Cagliari       | 2 - 1 Archivado el 20 de septiembre de 2016 en Wayback Machine.                                         | Sampdoria     | Sant'Elia                           | 26 de septiembre | 21:00 |

| Pescara   | 0 - 2 Archivado el 21 de septiembre de 2016 en Wayback Machine.                                         | Chievo Verona  | Adriatico               | 1 de octubre | 18:00 |
| Udinese   | 0 - 3 Archivado el 21 de septiembre de 2016 en Wayback Machine.                                         | Lazio          | Friuli                  | 1 de octubre | 20:45 |
| Empoli    | 0 - 3 Archivado el 14 de septiembre de 2016 en Wayback Machine.                                         | Juventus       | Carlo Castellani        | 2 de octubre | 12:30 |
| Atalanta  | 1 - 0 Archivado el 21 de septiembre de 2016 en Wayback Machine.                                         | Napoli         | Atleti Azzurri d'Italia | 2 de octubre | 15:00 |
| Bologna   | 0 - 1 (enlace roto disponible en Internet Archive; véase el historial, la primera versión y la última). | Genoa          | Renato Dall'Ara         | 2 de octubre | 15:00 |
| Cagliari  | 2 - 1 Archivado el 21 de septiembre de 2016 en Wayback Machine.                                         | Crotone        | Sant'Elia               | 2 de octubre | 15:00 |
| Sampdoria | 1 - 1 Archivado el 21 de septiembre de 2016 en Wayback Machine.                                         | Palermo        | Luigi Ferraris          | 2 de octubre | 15:00 |
| Milan     | 4 - 3 Archivado el 21 de septiembre de 2016 en Wayback Machine.                                         | Sassuolo       | San Siro                | 2 de octubre | 18:00 |
| Torino    | 2 - 1 Archivado el 21 de septiembre de 2016 en Wayback Machine.                                         | Fiorentina     | Olímpico de Turín       | 2 de octubre | 18:00 |
| Roma      | 2 - 1 Archivado el 21 de septiembre de 2016 en Wayback Machine.                                         | Internazionale | Olímpico de Roma        | 2 de octubre | 20:45 |

| Napoli         | 1 - 3 Archivado el 21 de septiembre de 2016 en Wayback Machine. | Roma      | San Paolo                           | 15 de octubre | 15:00 |
| Pescara        | 1 - 1 Archivado el 21 de septiembre de 2016 en Wayback Machine. | Sampdoria | Adriatico                           | 15 de octubre | 18:00 |
| Juventus       | 2 - 1 Archivado el 14 de septiembre de 2016 en Wayback Machine. | Udinese   | Juventus Stadium                    | 15 de octubre | 20:45 |
| Fiorentina     | 0 - 0 Archivado el 21 de septiembre de 2016 en Wayback Machine. | Atalanta  | Artemio Franchi                     | 16 de octubre | 12:30 |
| Genoa          | 0 - 0 Archivado el 21 de septiembre de 2016 en Wayback Machine. | Empoli    | Luigi Ferraris                      | 16 de octubre | 15:00 |
| Internazionale | 1 - 2 Archivado el 21 de septiembre de 2016 en Wayback Machine. | Cagliari  | Giuseppe Meazza                     | 16 de octubre | 15:00 |
| Lazio          | 1 - 1 Archivado el 21 de septiembre de 2016 en Wayback Machine. | Bologna   | Olímpico de Roma                    | 16 de octubre | 15:00 |
| Sassuolo       | 2 - 1 Archivado el 21 de septiembre de 2016 en Wayback Machine. | Crotone   | MAPEI Stadium - Città del Tricolore | 16 de octubre | 15:00 |
| Chievo Verona  | 1 - 3 Archivado el 21 de septiembre de 2016 en Wayback Machine. | Milan     | Marcantonio Bentegodi               | 16 de octubre | 20:45 |
| Palermo        | 1 - 4 Archivado el 21 de septiembre de 2016 en Wayback Machine. | Torino    | Renzo Barbera                       | 17 de octubre | 20:45 |

| Sampdoria | 2 - 1 Archivado el 21 de septiembre de 2016 en Wayback Machine. | Genoa          | Luigi Ferraris          | 22 de octubre | 18:00 |
| Milan     | 1 - 0 Archivado el 14 de septiembre de 2016 en Wayback Machine. | Juventus       | San Siro                | 22 de octubre | 20:45 |
| Udinese   | 3 - 1 Archivado el 21 de septiembre de 2016 en Wayback Machine. | Pescara        | Friuli                  | 23 de octubre | 12:30 |
| Atalanta  | 2 - 1 Archivado el 21 de septiembre de 2016 en Wayback Machine. | Internazionale | Atleti Azzurri d'Italia | 23 de octubre | 15:00 |
| Cagliari  | 3 - 5 Archivado el 21 de septiembre de 2016 en Wayback Machine. | Fiorentina     | Sant'Elia               | 23 de octubre | 15:00 |
| Crotone   | 1 - 2 Archivado el 21 de septiembre de 2016 en Wayback Machine. | Napoli         | Adriatico               | 23 de octubre | 15:00 |
| Empoli    | 0 - 0 Archivado el 21 de septiembre de 2016 en Wayback Machine. | Chievo Verona  | Carlo Castellani        | 23 de octubre | 15:00 |
| Torino    | 2 - 2 Archivado el 21 de septiembre de 2016 en Wayback Machine. | Lazio          | Olímpico de Turín       | 23 de octubre | 15:00 |
| Bologna   | 1 - 1 Archivado el 21 de septiembre de 2016 en Wayback Machine. | Sassuolo       | Renato Dall'Ara         | 23 de octubre | 18:00 |
| Roma      | 4 - 1 Archivado el 21 de septiembre de 2016 en Wayback Machine. | Palermo        | Olímpico de Roma        | 23 de octubre | 20:45 |

| Genoa          | 3 - 0 Archivado el 21 de septiembre de 2016 en Wayback Machine. | Milan     | Luigi Ferraris                      | 25 de octubre | 20:45 |
| Chievo Verona  | 1 - 1 Archivado el 21 de septiembre de 2016 en Wayback Machine. | Bologna   | Marcantonio Bentegodi               | 26 de octubre | 20:45 |
| Fiorentina     | 1 - 1 Archivado el 6 de septiembre de 2017 en Wayback Machine.  | Crotone   | Artemio Franchi                     | 26 de octubre | 20:45 |
| Internazionale | 2 - 1 Archivado el 21 de septiembre de 2016 en Wayback Machine. | Torino    | Giuseppe Meazza                     | 26 de octubre | 20:45 |
| Juventus       | 4 - 1 Archivado el 14 de septiembre de 2016 en Wayback Machine. | Sampdoria | Juventus Stadium                    | 26 de octubre | 20:45 |
| Lazio          | 4 - 1 Archivado el 21 de septiembre de 2016 en Wayback Machine. | Cagliari  | Olímpico de Roma                    | 26 de octubre | 20:45 |
| Napoli         | 2 - 0 Archivado el 21 de septiembre de 2016 en Wayback Machine. | Empoli    | San Paolo                           | 26 de octubre | 20:45 |
| Pescara        | 0 - 1 Archivado el 13 de noviembre de 2016 en Wayback Machine.  | Atalanta  | Adriatico                           | 26 de octubre | 20:45 |
| Sassuolo       | 1 - 3 Archivado el 21 de septiembre de 2016 en Wayback Machine. | Roma      | MAPEI Stadium - Città del Tricolore | 26 de octubre | 20:45 |
| Palermo        | 1 - 3 Archivado el 21 de septiembre de 2016 en Wayback Machine. | Udinese   | Renzo Barbera                       | 27 de octubre | 20:45 |

| Bologna   | 0 - 1 Archivado el 21 de septiembre de 2016 en Wayback Machine. | Fiorentina     | Renato Dall'Ara         | 29 de octubre | 18:00 |
| Juventus  | 2 - 1 Archivado el 14 de septiembre de 2016 en Wayback Machine. | Napoli         | Juventus Stadium        | 29 de octubre | 20:45 |
| Atalanta  | 3 - 0 Archivado el 31 de octubre de 2016 en Wayback Machine.    | Genoa          | Atleti Azzurri d'Italia | 30 de octubre | 12:30 |
| Crotone   | 2 - 0 Archivado el 27 de septiembre de 2016 en Wayback Machine. | Chievo Verona  | Adriatico               | 30 de octubre | 15:00 |
| Empoli    | 0 - 0 Archivado el 21 de septiembre de 2016 en Wayback Machine. | Roma           | Carlo Castellani        | 30 de octubre | 15:00 |
| Lazio     | 2 - 1 Archivado el 10 de octubre de 2016 en Wayback Machine.    | Sassuolo       | Olímpico de Roma        | 30 de octubre | 15:00 |
| Milan     | 1 - 0 Archivado el 21 de septiembre de 2016 en Wayback Machine. | Pescara        | San Siro                | 30 de octubre | 15:00 |
| Sampdoria | 1 - 0 Archivado el 9 de enero de 2018 en Wayback Machine.       | Internazionale | Luigi Ferraris          | 30 de octubre | 20:45 |
| Udinese   | 2 - 2 Archivado el 21 de septiembre de 2016 en Wayback Machine. | Torino         | Friuli                  | 31 de octubre | 19:00 |
| Cagliari  | 2 - 1 Archivado el 21 de septiembre de 2016 en Wayback Machine. | Palermo        | Sant'Elia               | 31 de octubre | 21:00 |

| Torino         | 5 - 1 Archivado el 21 de septiembre de 2016 en Wayback Machine. | Cagliari  | Olímpico de Turín                   | 5 de noviembre | 18:00 |
| Napoli         | 1 - 1 Archivado el 21 de septiembre de 2016 en Wayback Machine. | Lazio     | San Paolo                           | 5 de noviembre | 20:45 |
| Pescara        | 0 - 4 Archivado el 21 de septiembre de 2016 en Wayback Machine. | Empoli    | Adriatico                           | 6 de noviembre | 12:30 |
| Chievo Verona  | 1 - 2 Archivado el 14 de septiembre de 2016 en Wayback Machine. | Juventus  | Marcantonio Bentegodi               | 6 de noviembre | 15:00 |
| Genoa          | 1 - 1 Archivado el 21 de septiembre de 2016 en Wayback Machine. | Udinese   | Luigi Ferraris                      | 6 de noviembre | 15:00 |
| Palermo        | 1 - 2 Archivado el 24 de octubre de 2016 en Wayback Machine.    | Milan     | Renzo Barbera                       | 6 de noviembre | 15:00 |
| Sassuolo       | 0 - 3 Archivado el 10 de octubre de 2016 en Wayback Machine.    | Atalanta  | MAPEI Stadium - Città del Tricolore | 6 de noviembre | 15:00 |
| Fiorentina     | 1 - 1 Archivado el 21 de septiembre de 2016 en Wayback Machine. | Sampdoria | Artemio Franchi                     | 6 de noviembre | 18:00 |
| Internazionale | 3 - 0 Archivado el 27 de septiembre de 2016 en Wayback Machine. | Crotone   | Giuseppe Meazza                     | 6 de noviembre | 18:00 |
| Roma           | 3 - 0 Archivado el 21 de septiembre de 2016 en Wayback Machine. | Bologna   | Olímpico de Roma                    | 6 de noviembre | 20:45 |

| Chievo Verona | 1 - 0 Archivado el 10 de octubre de 2016 en Wayback Machine.                                            | Cagliari       | Marcantonio Bentegodi   | 19 de noviembre | 15:00 |
| Udinese       | 1 - 2 Archivado el 4 de octubre de 2016 en Wayback Machine.                                             | Napoli         | Friuli                  | 19 de noviembre | 18:00 |
| Juventus      | 3 - 0 Archivado el 10 de octubre de 2016 en Wayback Machine.                                            | Pescara        | Juventus Stadium        | 19 de noviembre | 20:45 |
| Sampdoria     | 3 - 2 Archivado el 10 de octubre de 2016 en Wayback Machine.                                            | Sassuolo       | Luigi Ferraris          | 20 de noviembre | 12:30 |
| Atalanta      | 2 - 1 Archivado el 10 de octubre de 2016 en Wayback Machine.                                            | Roma           | Atleti Azzurri d'Italia | 20 de noviembre | 15:00 |
| Bologna       | 3 - 1 Archivado el 21 de septiembre de 2016 en Wayback Machine.                                         | Palermo        | Renato Dall'Ara         | 20 de noviembre | 15:00 |
| Crotone       | 0 - 2 Archivado el 10 de octubre de 2016 en Wayback Machine.                                            | Torino         | Adriatico               | 20 de noviembre | 15:00 |
| Empoli        | 0 - 4 (enlace roto disponible en Internet Archive; véase el historial, la primera versión y la última). | Fiorentina     | Carlo Castellani        | 20 de noviembre | 15:00 |
| Lazio         | 3 - 1 Archivado el 19 de diciembre de 2016 en Wayback Machine.                                          | Genoa          | Olímpico de Roma        | 20 de noviembre | 15:00 |
| Milan         | 2 - 2 Archivado el 22 de noviembre de 2016 en Wayback Machine.                                          | Internazionale | San Siro                | 20 de noviembre | 20:45 |

| Torino         | 2 - 1 Archivado el 10 de octubre de 2016 en Wayback Machine.    | Chievo Verona | Olímpico de Turín | 26 de noviembre | 18:00 |
| Empoli         | 1 - 4 Archivado el 27 de noviembre de 2016 en Wayback Machine.  | Milan         | Carlo Castellani  | 26 de noviembre | 20:45 |
| Palermo        | 0 - 1 Archivado el 10 de octubre de 2016 en Wayback Machine.    | Lazio         | Renzo Barbera     | 27 de noviembre | 12:30 |
| Bologna        | 0 - 2 Archivado el 21 de septiembre de 2016 en Wayback Machine. | Atalanta      | Renato Dall'Ara   | 27 de noviembre | 15:00 |
| Cagliari       | 2 - 1 Archivado el 10 de octubre de 2016 en Wayback Machine.    | Udinese       | Sant'Elia         | 27 de noviembre | 15:00 |
| Crotone        | 1 - 1 Archivado el 21 de septiembre de 2016 en Wayback Machine. | Sampdoria     | Adriatico         | 27 de noviembre | 15:00 |
| Genoa          | 3 - 1 Archivado el 14 de septiembre de 2016 en Wayback Machine. | Juventus      | Luigi Ferraris    | 27 de noviembre | 15:00 |
| Roma           | 3 - 2 Archivado el 10 de octubre de 2016 en Wayback Machine.    | Pescara       | Olímpico de Roma  | 27 de noviembre | 20:45 |
| Napoli         | 1 - 1 Archivado el 4 de octubre de 2016 en Wayback Machine.     | Sassuolo      | San Paolo         | 28 de noviembre | 19:00 |
| Internazionale | 4 - 2 Archivado el 21 de septiembre de 2016 en Wayback Machine. | Fiorentina    | Giuseppe Meazza   | 28 de noviembre | 21:00 |

| Napoli        | 3 - 0 (enlace roto disponible en Internet Archive; véase el historial, la primera versión y la última). | Internazionale | San Paolo                           | 2 de diciembre | 20:45 |
| Juventus      | 3 - 1 Archivado el 4 de diciembre de 2016 en Wayback Machine.                                           | Atalanta       | Juventus Stadium                    | 3 de diciembre | 20:45 |
| Milan         | 2 - 1 Archivado el 14 de octubre de 2017 en Wayback Machine.                                            | Crotone        | San Siro                            | 4 de diciembre | 12:30 |
| Lazio         | 0 - 2 Archivado el 5 de diciembre de 2016 en Wayback Machine.                                           | Roma           | Olímpico de Roma                    | 4 de diciembre | 15:00 |
| Pescara       | 1 - 1 Archivado el 5 de diciembre de 2016 en Wayback Machine.                                           | Cagliari       | Adriatico                           | 4 de diciembre | 15:00 |
| Sampdoria     | 2 - 0 Archivado el 5 de diciembre de 2016 en Wayback Machine.                                           | Torino         | Luigi Ferraris                      | 4 de diciembre | 15:00 |
| Sassuolo      | 3 - 0 Archivado el 5 de diciembre de 2016 en Wayback Machine.                                           | Empoli         | MAPEI Stadium - Città del Tricolore | 4 de diciembre | 15:00 |
| Fiorentina    | 2 - 1 Archivado el 5 de diciembre de 2016 en Wayback Machine.                                           | Palermo        | Artemio Franchi                     | 4 de diciembre | 20:45 |
| Chievo Verona | 0 - 0 Archivado el 6 de diciembre de 2016 en Wayback Machine.                                           | Genoa          | Marcantonio Bentegodi               | 5 de diciembre | 19:00 |
| Udinese       | 1 - 0 Archivado el 6 de diciembre de 2016 en Wayback Machine.                                           | Bologna        | Friuli                              | 5 de diciembre | 21:00 |

| Crotone        | 2 - 1 Archivado el 11 de diciembre de 2016 en Wayback Machine. | Pescara       | Adriatico               | 10 de diciembre | 18:00 |
| Sampdoria      | 1 - 2 Archivado el 11 de diciembre de 2016 en Wayback Machine. | Lazio         | Luigi Ferraris          | 10 de diciembre | 20:45 |
| Cagliari       | 0 - 5 Archivado el 12 de diciembre de 2016 en Wayback Machine. | Napoli        | Sant'Elia               | 11 de diciembre | 12:30 |
| Atalanta       | 1 - 3 Archivado el 12 de diciembre de 2016 en Wayback Machine. | Udinese       | Atleti Azzurri d'Italia | 11 de diciembre | 15:00 |
| Bologna        | 0 - 0 Archivado el 12 de diciembre de 2016 en Wayback Machine. | Empoli        | Renato Dall'Ara         | 11 de diciembre | 15:00 |
| Palermo        | 0 - 2 Archivado el 13 de diciembre de 2016 en Wayback Machine. | Chievo Verona | Renzo Barbera           | 11 de diciembre | 15:00 |
| Torino         | 1 - 3 Archivado el 12 de diciembre de 2016 en Wayback Machine. | Juventus      | Olímpico de Turín       | 11 de diciembre | 15:00 |
| Internazionale | 2 - 0 Archivado el 12 de diciembre de 2016 en Wayback Machine. | Genoa         | Giuseppe Meazza         | 11 de diciembre | 20:45 |
| Fiorentina     | 2 - 1 Archivado el 13 de diciembre de 2016 en Wayback Machine. | Sassuolo      | Artemio Franchi         | 12 de diciembre | 19:00 |
| Roma           | 1 - 0 Archivado el 13 de diciembre de 2016 en Wayback Machine. | Milan         | Olímpico de Roma        | 12 de diciembre | 21:00 |

| Empoli        | 2 - 0 Archivado el 10 de octubre de 2016 en Wayback Machine.   | Cagliari       | Carlo Castellani                    | 17 de diciembre | 15:00 |
| Milan         | 0 - 0 Archivado el 14 de noviembre de 2016 en Wayback Machine. | Atalanta       | San Siro                            | 17 de diciembre | 18:00 |
| Juventus      | 1 - 0 Archivado el 10 de octubre de 2016 en Wayback Machine.   | Roma           | Juventus Stadium                    | 17 de diciembre | 20:45 |
| Sassuolo      | 0 - 1 Archivado el 14 de noviembre de 2016 en Wayback Machine. | Internazionale | MAPEI Stadium - Città del Tricolore | 18 de diciembre | 12:30 |
| Chievo Verona | 2 - 1 Archivado el 18 de enero de 2017 en Wayback Machine.     | Sampdoria      | Marcantonio Bentegodi               | 18 de diciembre | 15:00 |
| Napoli        | 5 - 3 Archivado el 20 de diciembre de 2016 en Wayback Machine. | Torino         | San Paolo                           | 18 de diciembre | 15:00 |
| Pescara       | 0 - 3 Archivado el 10 de octubre de 2016 en Wayback Machine.   | Bologna        | Adriatico                           | 18 de diciembre | 15:00 |
| Udinese       | 2 - 0 Archivado el 20 de diciembre de 2016 en Wayback Machine. | Crotone        | Friuli                              | 18 de diciembre | 15:00 |
| Genoa         | 3 - 4 Archivado el 20 de diciembre de 2016 en Wayback Machine. | Palermo        | Luigi Ferraris                      | 18 de diciembre | 20:45 |
| Lazio         | 3 - 1 Archivado el 10 de octubre de 2016 en Wayback Machine.   | Fiorentina     | Olímpico de Roma                    | 18 de diciembre | 20:45 |

| Atalanta       | 2 - 1 Archivado el 21 de diciembre de 2016 en Wayback Machine.                                          | Empoli        | Atleti Azzurri d'Italia | 20 de diciembre | 20:45 |
| Internazionale | 3 - 0 Archivado el 14 de noviembre de 2016 en Wayback Machine.                                          | Lazio         | Giuseppe Meazza         | 21 de diciembre | 20:45 |
| Cagliari       | 4 - 3 Archivado el 10 de octubre de 2016 en Wayback Machine.                                            | Sassuolo      | Sant'Elia               | 22 de diciembre | 20:45 |
| Fiorentina     | 3 - 3 Archivado el 4 de octubre de 2016 en Wayback Machine.                                             | Napoli        | Artemio Franchi         | 22 de diciembre | 20:45 |
| Palermo        | 1 - 1 Archivado el 10 de octubre de 2016 en Wayback Machine.                                            | Pescara       | Renzo Barbera           | 22 de diciembre | 20:45 |
| Roma           | 3 - 1 Archivado el 10 de octubre de 2016 en Wayback Machine.                                            | Chievo Verona | Olímpico de Roma        | 22 de diciembre | 20:45 |
| Sampdoria      | 0 - 0 Archivado el 31 de diciembre de 2016 en Wayback Machine.                                          | Udinese       | Luigi Ferraris          | 22 de diciembre | 20:45 |
| Torino         | 1 - 0 Archivado el 10 de octubre de 2016 en Wayback Machine.                                            | Genoa         | Olímpico de Turín       | 22 de diciembre | 20:45 |
| Crotone        | 0 - 2 (enlace roto disponible en Internet Archive; véase el historial, la primera versión y la última). | Juventus      | Adriatico               | 8 de febrero    | 18:00 |
| Bologna        | 0 - 1 Archivado el 14 de octubre de 2017 en Wayback Machine.                                            | Milan         | Renato Dall'Ara         | 8 de febrero    | 20:45 |

| Empoli        | 1 - 0 Archivado el 8 de enero de 2017 en Wayback Machine.       | Palermo        | Carlo Castellani                    | 7 de enero   | 18:00 |
| Napoli        | 2 - 1 Archivado el 4 de octubre de 2016 en Wayback Machine.     | Sampdoria      | San Paolo                           | 7 de enero   | 20:45 |
| Udinese       | 1 - 2 Archivado el 21 de septiembre de 2016 en Wayback Machine. | Internazionale | Friuli                              | 8 de enero   | 12:30 |
| Chievo Verona | 1 - 4 Archivado el 14 de enero de 2017 en Wayback Machine.      | Atalanta       | Marcantonio Bentegodi               | 8 de enero   | 15:00 |
| Genoa         | 0 - 1 Archivado el 10 de octubre de 2016 en Wayback Machine.    | Roma           | Luigi Ferraris                      | 8 de enero   | 15:00 |
| Lazio         | 1 - 0 Archivado el 10 de octubre de 2016 en Wayback Machine.    | Crotone        | Olímpico de Roma                    | 8 de enero   | 15:00 |
| Sassuolo      | 0 - 0 Archivado el 10 de octubre de 2016 en Wayback Machine.    | Torino         | MAPEI Stadium - Città del Tricolore | 8 de enero   | 15:00 |
| Milan         | 1 - 0 Archivado el 10 de octubre de 2016 en Wayback Machine.    | Cagliari       | San Siro                            | 8 de enero   | 18:00 |
| Juventus      | 3 - 0 Archivado el 21 de septiembre de 2016 en Wayback Machine. | Bologna        | Juventus Stadium                    | 8 de enero   | 20:45 |
| Pescara       | 1 - 2 Archivado el 10 de octubre de 2016 en Wayback Machine.    | Fiorentina     | Adriatico                           | 1 de febrero | 20:45 |

### Segunda vuelta
| Crotone        | 0 - 1 Archivado el 15 de enero de 2017 en Wayback Machine. | Bologna       | Adriatico                           | 14 de enero | 18:00 |
| Internazionale | 3 - 1 Archivado el 16 de enero de 2017 en Wayback Machine. | Chievo Verona | Giuseppe Meazza                     | 14 de enero | 20:45 |
| Cagliari       | 4 - 1 Archivado el 16 de enero de 2017 en Wayback Machine. | Genoa         | Sant'Elia                           | 15 de enero | 12:30 |
| Lazio          | 2 - 1 Archivado el 16 de enero de 2017 en Wayback Machine. | Atalanta      | Olímpico de Roma                    | 15 de enero | 15:00 |
| Sampdoria      | 0 - 0 Archivado el 16 de enero de 2017 en Wayback Machine. | Empoli        | Luigi Ferraris                      | 15 de enero | 15:00 |
| Sassuolo       | 4 - 1 Archivado el 16 de enero de 2017 en Wayback Machine. | Palermo       | MAPEI Stadium - Città del Tricolore | 15 de enero | 15:00 |
| Napoli         | 3 - 1 Archivado el 16 de enero de 2017 en Wayback Machine. | Pescara       | San Paolo                           | 15 de enero | 15:00 |
| Udinese        | 0 - 1 Archivado el 16 de enero de 2017 en Wayback Machine. | Roma          | Friuli                              | 15 de enero | 15:00 |
| Fiorentina     | 2 - 1 Archivado el 16 de enero de 2017 en Wayback Machine. | Juventus      | Artemio Franchi                     | 15 de enero | 20:45 |
| Torino         | 2 - 2 Archivado el 17 de enero de 2017 en Wayback Machine. | Milan         | Olímpico de Turín                   | 16 de enero | 20:45 |

| Chievo Verona | 0 - 3 Archivado el 13 de febrero de 2017 en Wayback Machine.                                            | Fiorentina     | Marcantonio Bentegodi   | 21 de enero | 18:00 |
| Milan         | 1 - 2 Archivado el 24 de enero de 2017 en Wayback Machine.                                              | Napoli         | San Siro                | 21 de enero | 20:45 |
| Juventus      | 2 - 0 (enlace roto disponible en Internet Archive; véase el historial, la primera versión y la última). | Lazio          | Juventus Stadium        | 22 de enero | 12:30 |
| Genoa         | 2 - 2 Archivado el 13 de febrero de 2017 en Wayback Machine.                                            | Crotone        | Luigi Ferraris          | 22 de enero | 15:00 |
| Palermo       | 0 - 1 Archivado el 24 de enero de 2017 en Wayback Machine.                                              | Internazionale | Renzo Barbera           | 22 de enero | 15:00 |
| Pescara       | 1 - 3 Archivado el 24 de enero de 2017 en Wayback Machine.                                              | Sassuolo       | Adriatico               | 22 de enero | 15:00 |
| Bologna       | 2 - 0 Archivado el 24 de enero de 2017 en Wayback Machine.                                              | Torino         | Renato Dall'Ara         | 22 de enero | 15:00 |
| Empoli        | 1 - 0 Archivado el 13 de febrero de 2017 en Wayback Machine.                                            | Udinese        | Carlo Castellani        | 22 de enero | 15:00 |
| Atalanta      | 1 - 0 Archivado el 25 de enero de 2017 en Wayback Machine.                                              | Sampdoria      | Atleti Azzurri d'Italia | 22 de enero | 18:00 |
| Roma          | 1 - 0 Archivado el 12 de febrero de 2017 en Wayback Machine.                                            | Cagliari       | Olímpico de Roma        | 22 de enero | 20:45 |

| Lazio          | 0 - 1 Archivado el 28 de enero de 2017 en Wayback Machine.  | Chievo Verona | Olímpico de Roma                    | 28 de enero | 18:00 |
| Internazionale | 3 - 0 Archivado el 1 de febrero de 2017 en Wayback Machine. | Pescara       | Giuseppe Meazza                     | 28 de enero | 20:45 |
| Torino         | 1 - 1 Archivado el 29 de enero de 2017 en Wayback Machine.  | Atalanta      | Olímpico de Turín                   | 29 de enero | 12:30 |
| Cagliari       | 1 - 1 Archivado el 6 de febrero de 2017 en Wayback Machine. | Bologna       | Sant'Elia                           | 29 de enero | 15:00 |
| Crotone        | 4 - 1 Archivado el 29 de enero de 2017 en Wayback Machine.  | Empoli        | Adriatico                           | 29 de enero | 15:00 |
| Fiorentina     | 3 - 3 Archivado el 1 de febrero de 2017 en Wayback Machine. | Genoa         | Artemio Franchi                     | 29 de enero | 15:00 |
| Sassuolo       | 0 - 2 Archivado el 1 de febrero de 2017 en Wayback Machine. | Juventus      | MAPEI Stadium - Città del Tricolore | 29 de enero | 15:00 |
| Udinese        | 2 - 1 Archivado el 4 de agosto de 2017 en Wayback Machine.  | Milan         | Friuli                              | 29 de enero | 15:00 |
| Sampdoria      | 3 - 2 Archivado el 1 de febrero de 2017 en Wayback Machine. | Roma          | Luigi Ferraris                      | 29 de enero | 15:00 |
| Napoli         | 1 - 1 Archivado el 1 de febrero de 2017 en Wayback Machine. | Palermo       | San Paolo                           | 29 de enero | 20:45 |

| Bologna       | 1 - 7 Archivado el 6 de febrero de 2017 en Wayback Machine.  | Napoli         | Renato Dall'Ara         | 4 de febrero | 20:45 |
| Milan         | 0 - 1 Archivado el 8 de febrero de 2017 en Wayback Machine.  | Sampdoria      | San Siro                | 5 de febrero | 12:30 |
| Atalanta      | 2 - 0 Archivado el 8 de febrero de 2017 en Wayback Machine.  | Cagliari       | Atleti Azzurri d'Italia | 5 de febrero | 15:00 |
| Pescara       | 2 - 6 Archivado el 5 de febrero de 2017 en Wayback Machine.  | Lazio          | Adriatico               | 5 de febrero | 15:00 |
| Genoa         | 0 - 1 Archivado el 23 de febrero de 2017 en Wayback Machine. | Sassuolo       | Luigi Ferraris          | 5 de febrero | 15:00 |
| Empoli        | 1 - 1 Archivado el 23 de febrero de 2017 en Wayback Machine. | Torino         | Carlo Castellani        | 5 de febrero | 15:00 |
| Chievo Verona | 0 - 0 Archivado el 23 de febrero de 2017 en Wayback Machine. | Udinese        | Marcantonio Bentegodi   | 5 de febrero | 15:00 |
| Palermo       | 1 - 0 Archivado el 8 de febrero de 2017 en Wayback Machine.  | Crotone        | Renzo Barbera           | 5 de febrero | 18:00 |
| Juventus      | 1 - 0 Archivado el 7 de febrero de 2017 en Wayback Machine.  | Internazionale | Juventus Stadium        | 5 de febrero | 20:45 |
| Roma          | 4 - 0 Archivado el 11 de febrero de 2017 en Wayback Machine. | Fiorentina     | Olímpico de Roma        | 7 de febrero | 20:45 |

| Napoli         | 2 - 0 Archivado el 13 de febrero de 2017 en Wayback Machine. | Genoa         | San Paolo                           | 10 de febrero | 20:45 |
| Fiorentina     | 3 - 0 Archivado el 14 de febrero de 2017 en Wayback Machine. | Udinese       | Artemio Franchi                     | 11 de febrero | 20:45 |
| Crotone        | 0 - 2 Archivado el 14 de febrero de 2017 en Wayback Machine. | Roma          | Adriatico                           | 12 de febrero | 12:30 |
| Palermo        | 1 - 3 Archivado el 17 de febrero de 2017 en Wayback Machine. | Atalanta      | Renzo Barbera                       | 12 de febrero | 15:00 |
| Sassuolo       | 1 - 3 Archivado el 14 de febrero de 2017 en Wayback Machine. | Chievo Verona | MAPEI Stadium - Città del Tricolore | 12 de febrero | 15:00 |
| Internazionale | 2 - 0 Archivado el 15 de febrero de 2017 en Wayback Machine. | Empoli        | Giuseppe Meazza                     | 12 de febrero | 15:00 |
| Torino         | 5 - 3 Archivado el 12 de febrero de 2017 en Wayback Machine. | Pescara       | Olímpico de Turín                   | 12 de febrero | 15:00 |
| Sampdoria      | 3 - 1 Archivado el 14 de febrero de 2017 en Wayback Machine. | Bologna       | Luigi Ferraris                      | 12 de febrero | 18:00 |
| Cagliari       | 0 - 2 Archivado el 17 de febrero de 2017 en Wayback Machine. | Juventus      | Sant'Elia                           | 12 de febrero | 20:45 |
| Lazio          | 1 - 1 Archivado el 2 de febrero de 2017 en Wayback Machine.  | Milan         | Olímpico de Roma                    | 13 de febrero | 20:45 |

| Juventus      | 4 - 1 Archivado el 23 de febrero de 2017 en Wayback Machine. | Palermo        | Juventus Stadium        | 17 de febrero | 20:45 |
| Atalanta      | 1 - 0 Archivado el 22 de febrero de 2017 en Wayback Machine. | Crotone        | Atleti Azzurri d'Italia | 18 de febrero | 18:00 |
| Empoli        | 1 - 2 Archivado el 22 de febrero de 2017 en Wayback Machine. | Lazio          | Carlo Castellani        | 18 de febrero | 20:45 |
| Bologna       | 0 - 1 Archivado el 22 de febrero de 2017 en Wayback Machine. | Internazionale | Renato Dall'Ara         | 19 de febrero | 12:30 |
| Sampdoria     | 1 - 1 Archivado el 22 de febrero de 2017 en Wayback Machine. | Cagliari       | Luigi Ferraris          | 19 de febrero | 15:00 |
| Pescara       | 5 - 0 Archivado el 22 de febrero de 2017 en Wayback Machine. | Genoa          | Adriatico               | 19 de febrero | 15:00 |
| Chievo Verona | 1 - 3 Archivado el 24 de febrero de 2017 en Wayback Machine. | Napoli         | Marcantonio Bentegodi   | 19 de febrero | 15:00 |
| Udinese       | 1 - 2 Archivado el 22 de febrero de 2017 en Wayback Machine. | Sassuolo       | Friuli                  | 19 de febrero | 15:00 |
| Roma          | 4 - 1 Archivado el 21 de febrero de 2017 en Wayback Machine. | Torino         | Olímpico de Roma        | 19 de febrero | 18:00 |
| Milan         | 2 - 1 Archivado el 14 de octubre de 2017 en Wayback Machine. | Fiorentina     | San Siro                | 19 de febrero | 20:45 |

| Napoli         | 0 - 2 Archivado el 27 de febrero de 2017 en Wayback Machine. | Atalanta  | San Paolo                           | 25 de febrero | 18:00 |
| Juventus       | 2 - 0 Archivado el 2 de marzo de 2017 en Wayback Machine.    | Empoli    | Juventus Stadium                    | 25 de febrero | 20:45 |
| Palermo        | 1 - 1 Archivado el 27 de febrero de 2017 en Wayback Machine. | Sampdoria | Renzo Barbera                       | 26 de febrero | 12:30 |
| Genoa          | 1 - 1 Archivado el 9 de marzo de 2017 en Wayback Machine.    | Bologna   | Luigi Ferraris                      | 26 de febrero | 15:00 |
| Crotone        | 1 - 2 Archivado el 9 de marzo de 2017 en Wayback Machine.    | Cagliari  | Adriatico                           | 26 de febrero | 15:00 |
| Sassuolo       | 0 - 1 Archivado el 13 de febrero de 2017 en Wayback Machine. | Milan     | MAPEI Stadium - Città del Tricolore | 26 de febrero | 15:00 |
| Chievo Verona  | 2 - 0 Archivado el 7 de marzo de 2017 en Wayback Machine.    | Pescara   | Marcantonio Bentegodi               | 26 de febrero | 15:00 |
| Lazio          | 1 - 0 Archivado el 7 de marzo de 2017 en Wayback Machine.    | Udinese   | Olímpico de Roma                    | 26 de febrero | 15:00 |
| Internazionale | 1 - 3 Archivado el 1 de marzo de 2017 en Wayback Machine.    | Roma      | Giuseppe Meazza                     | 26 de febrero | 20:45 |
| Fiorentina     | 2 - 2 Archivado el 2 de marzo de 2017 en Wayback Machine.    | Torino    | Artemio Franchi                     | 27 de febrero | 20:45 |

| Roma      | 1 - 2 (enlace roto disponible en Internet Archive; véase el historial, la primera versión y la última). | Napoli         | Olímpico de Roma        | 4 de marzo | 15:00 |
| Sampdoria | 3 - 1 Archivado el 8 de abril de 2017 en Wayback Machine.                                               | Pescara        | Luigi Ferraris          | 4 de marzo | 18:00 |
| Milan     | 3 - 1 Archivado el 28 de marzo de 2017 en Wayback Machine.                                              | Chievo Verona  | San Siro                | 4 de marzo | 20:45 |
| Atalanta  | 0 - 0 Archivado el 9 de marzo de 2017 en Wayback Machine.                                               | Fiorentina     | Atleti Azzurri d'Italia | 5 de marzo | 12:30 |
| Empoli    | 0 - 2 Archivado el 8 de abril de 2017 en Wayback Machine.                                               | Genoa          | Carlo Castellani        | 5 de marzo | 15:00 |
| Cagliari  | 1 - 5 Archivado el 7 de marzo de 2017 en Wayback Machine.                                               | Internazionale | Sant'Elia               | 5 de marzo | 15:00 |
| Udinese   | 1 - 1 Archivado el 9 de marzo de 2017 en Wayback Machine.                                               | Juventus       | Friuli                  | 5 de marzo | 15:00 |
| Torino    | 3 - 1 Archivado el 8 de abril de 2017 en Wayback Machine.                                               | Palermo        | Olímpico de Turín       | 5 de marzo | 15:00 |
| Crotone   | 0 - 0 Archivado el 8 de abril de 2017 en Wayback Machine.                                               | Sassuolo       | Adriatico               | 5 de marzo | 15:00 |
| Bologna   | 0 - 2 Archivado el 9 de marzo de 2017 en Wayback Machine.                                               | Lazio          | Renato Dall'Ara         | 5 de marzo | 20:45 |

| Juventus       | 2 - 1 Archivado el 16 de marzo de 2017 en Wayback Machine. | Milan     | Juventus Stadium                    | 10 de marzo | 20:45 |
| Genoa          | 0 - 1 Archivado el 16 de marzo de 2017 en Wayback Machine. | Sampdoria | Luigi Ferraris                      | 11 de marzo | 20:45 |
| Sassuolo       | 0 - 1 Archivado el 14 de marzo de 2017 en Wayback Machine. | Bologna   | MAPEI Stadium - Città del Tricolore | 12 de marzo | 12:30 |
| Internazionale | 7 - 1 Archivado el 15 de marzo de 2017 en Wayback Machine. | Atalanta  | Giuseppe Meazza                     | 12 de marzo | 15:00 |
| Fiorentina     | 1 - 0 Archivado el 16 de marzo de 2017 en Wayback Machine. | Cagliari  | Artemio Franchi                     | 12 de marzo | 15:00 |
| Napoli         | 3 - 0 Archivado el 16 de marzo de 2017 en Wayback Machine. | Crotone   | San Paolo                           | 12 de marzo | 15:00 |
| Chievo Verona  | 4 - 0 Archivado el 12 de marzo de 2017 en Wayback Machine. | Empoli    | Marcantonio Bentegodi               | 12 de marzo | 15:00 |
| Pescara        | 1 - 3 Archivado el 16 de marzo de 2017 en Wayback Machine. | Udinese   | Adriatico                           | 12 de marzo | 15:00 |
| Palermo        | 0 - 3 Archivado el 14 de marzo de 2017 en Wayback Machine. | Roma      | Renzo Barbera                       | 12 de marzo | 20:45 |
| Lazio          | 3 - 1 Archivado el 20 de abril de 2017 en Wayback Machine. | Torino    | Olímpico de Roma                    | 13 de marzo | 20:45 |

| Torino    | 2 - 2 Archivado el 20 de marzo de 2017 en Wayback Machine. | Internazionale | Olímpico de Turín       | 18 de marzo | 18:00 |
| Milan     | 1 - 0 Archivado el 28 de marzo de 2017 en Wayback Machine. | Genoa          | San Siro                | 18 de marzo | 20:45 |
| Empoli    | 2 - 3 Archivado el 21 de marzo de 2017 en Wayback Machine. | Napoli         | Carlo Castellani        | 19 de marzo | 12:30 |
| Bologna   | 4 - 1 Archivado el 21 de marzo de 2017 en Wayback Machine. | Chievo Verona  | Renato Dall'Ara         | 19 de marzo | 15:00 |
| Crotone   | 0 - 1 Archivado el 10 de mayo de 2017 en Wayback Machine.  | Fiorentina     | Adriatico               | 19 de marzo | 15:00 |
| Sampdoria | 0 - 1 Archivado el 21 de marzo de 2017 en Wayback Machine. | Juventus       | Luigi Ferraris          | 19 de marzo | 15:00 |
| Cagliari  | 0 - 0 Archivado el 19 de mayo de 2017 en Wayback Machine.  | Lazio          | Sant'Elia               | 19 de marzo | 15:00 |
| Atalanta  | 3 - 0 Archivado el 10 de mayo de 2017 en Wayback Machine.  | Pescara        | Atleti Azzurri d'Italia | 19 de marzo | 15:00 |
| Udinese   | 4 - 1 Archivado el 22 de marzo de 2017 en Wayback Machine. | Palermo        | Friuli                  | 19 de marzo | 18:00 |
| Roma      | 3 - 1 Archivado el 21 de marzo de 2017 en Wayback Machine. | Sassuolo       | Olímpico de Roma        | 19 de marzo | 20:45 |

| Sassuolo       | 1 - 2 Archivado el 16 de febrero de 2017 en Wayback Machine. | Lazio     | MAPEI Stadium - Città del Tricolore | 1 de abril | 18:00 |
| Roma           | 2 - 0 Archivado el 5 de mayo de 2017 en Wayback Machine.     | Empoli    | Olímpico de Roma                    | 1 de abril | 20:45 |
| Torino         | 2 - 2 Archivado el 2 de abril de 2017 en Wayback Machine.    | Udinese   | Olímpico de Turín                   | 2 de abril | 12:30 |
| Genoa          | 0 - 5 Archivado el 25 de mayo de 2017 en Wayback Machine.    | Atalanta  | Luigi Ferraris                      | 2 de abril | 15:00 |
| Fiorentina     | 1 - 0 Archivado el 25 de mayo de 2017 en Wayback Machine.    | Bologna   | Artemio Franchi                     | 2 de abril | 15:00 |
| Palermo        | 1 - 3 Archivado el 25 de mayo de 2017 en Wayback Machine.    | Cagliari  | Renzo Barbera                       | 2 de abril | 15:00 |
| Chievo Verona  | 1 - 2 Archivado el 25 de mayo de 2017 en Wayback Machine.    | Crotone   | Marcantonio Bentegodi               | 2 de abril | 15:00 |
| Pescara        | 1 - 1 Archivado el 4 de abril de 2017 en Wayback Machine.    | Milan     | Adriatico                           | 2 de abril | 15:00 |
| Napoli         | 1 - 1 Archivado el 6 de abril de 2017 en Wayback Machine.    | Juventus  | San Paolo                           | 2 de abril | 20:45 |
| Internazionale | 1 - 2 Archivado el 6 de abril de 2017 en Wayback Machine.    | Sampdoria | Giuseppe Meazza                     | 3 de abril | 20:45 |

| Empoli    | 1 - 1 Archivado el 11 de abril de 2017 en Wayback Machine. | Pescara        | Carlo Castellani        | 8 de abril | 15:00 |
| Atalanta  | 1 - 1 Archivado el 11 de abril de 2017 en Wayback Machine. | Sassuolo       | Atleti Azzurri d'Italia | 8 de abril | 18:00 |
| Juventus  | 2 - 0 Archivado el 11 de abril de 2017 en Wayback Machine. | Chievo Verona  | Juventus Stadium        | 8 de abril | 20:45 |
| Sampdoria | 2 - 2 Archivado el 25 de mayo de 2017 en Wayback Machine.  | Fiorentina     | Luigi Ferraris          | 9 de abril | 12:30 |
| Udinese   | 3 - 0 Archivado el 11 de abril de 2017 en Wayback Machine. | Genoa          | Friuli                  | 9 de abril | 15:00 |
| Crotone   | 2 - 1 Archivado el 14 de abril de 2017 en Wayback Machine. | Internazionale | Adriatico               | 9 de abril | 15:00 |
| Milan     | 4 - 0 Archivado el 12 de abril de 2017 en Wayback Machine. | Palermo        | San Siro                | 9 de abril | 15:00 |
| Bologna   | 0 - 3 Archivado el 25 de mayo de 2017 en Wayback Machine.  | Roma           | Renato Dall'Ara         | 9 de abril | 15:00 |
| Cagliari  | 2 - 3 Archivado el 11 de abril de 2017 en Wayback Machine. | Torino         | Sant'Elia               | 9 de abril | 15:00 |
| Lazio     | 0 - 3 Archivado el 11 de abril de 2017 en Wayback Machine. | Napoli         | Olímpico de Roma        | 9 de abril | 20:45 |

| Internazionale | 2 - 2 Archivado el 18 de abril de 2017 en Wayback Machine. | Milan         | Giuseppe Meazza                     | 15 de abril | 12:30 |
| Roma           | 1 - 1 Archivado el 12 de mayo de 2017 en Wayback Machine.  | Atalanta      | Olímpico de Roma                    | 15 de abril | 15:00 |
| Palermo        | 0 - 0 Archivado el 31 de mayo de 2017 en Wayback Machine.  | Bologna       | Renzo Barbera                       | 15 de abril | 15:00 |
| Cagliari       | 4 - 0 Archivado el 12 de mayo de 2017 en Wayback Machine.  | Chievo Verona | Sant'Elia                           | 15 de abril | 15:00 |
| Torino         | 1 - 1 Archivado el 18 de abril de 2017 en Wayback Machine. | Crotone       | Olímpico de Turín                   | 15 de abril | 15:00 |
| Fiorentina     | 1 - 2 Archivado el 19 de abril de 2017 en Wayback Machine. | Empoli        | Artemio Franchi                     | 15 de abril | 15:00 |
| Pescara        | 0 - 2 Archivado el 18 de abril de 2017 en Wayback Machine. | Juventus      | Adriatico                           | 15 de abril | 15:00 |
| Genoa          | 2 - 2 Archivado el 12 de mayo de 2017 en Wayback Machine.  | Lazio         | Luigi Ferraris                      | 15 de abril | 15:00 |
| Sassuolo       | 2 - 1 Archivado el 19 de abril de 2017 en Wayback Machine. | Sampdoria     | MAPEI Stadium - Città del Tricolore | 15 de abril | 18:00 |
| Napoli         | 3 - 0 Archivado el 18 de abril de 2017 en Wayback Machine. | Udinese       | San Paolo                           | 15 de abril | 20:45 |

| Atalanta      | 3 - 2 Archivado el 27 de abril de 2017 en Wayback Machine. | Bologna        | Atleti Azzurri d'Italia             | 22 de abril | 18:00 |
| Fiorentina    | 5 - 4 Archivado el 24 de abril de 2017 en Wayback Machine. | Internazionale | Artemio Franchi                     | 22 de abril | 20:45 |
| Sassuolo      | 2 - 2 Archivado el 25 de abril de 2017 en Wayback Machine. | Napoli         | MAPEI Stadium - Città del Tricolore | 23 de abril | 12:30 |
| Udinese       | 2 - 1 Archivado el 14 de mayo de 2017 en Wayback Machine.  | Cagliari       | Friuli                              | 23 de abril | 15:00 |
| Sampdoria     | 1 - 2 Archivado el 14 de mayo de 2017 en Wayback Machine.  | Crotone        | Luigi Ferraris                      | 23 de abril | 15:00 |
| Milan         | 1 - 2 Archivado el 25 de abril de 2017 en Wayback Machine. | Empoli         | San Siro                            | 23 de abril | 15:00 |
| Lazio         | 6 - 2 Archivado el 12 de mayo de 2017 en Wayback Machine.  | Palermo        | Olímpico de Roma                    | 23 de abril | 15:00 |
| Chievo Verona | 1 - 3 Archivado el 14 de mayo de 2017 en Wayback Machine.  | Torino         | Marcantonio Bentegodi               | 23 de abril | 15:00 |
| Juventus      | 4 - 0 Archivado el 28 de abril de 2017 en Wayback Machine. | Genoa          | Juventus Stadium                    | 23 de abril | 20:45 |
| Pescara       | 1 - 4 Archivado el 14 de mayo de 2017 en Wayback Machine.  | Roma           | Adriatico                           | 24 de abril | 20:45 |

| Atalanta       | 2 - 2 Archivado el 2 de mayo de 2017 en Wayback Machine.                                                | Juventus      | Atleti Azzurri d'Italia | 28 de abril | 20:45 |
| Torino         | 1 - 1 Archivado el 7 de mayo de 2017 en Wayback Machine.                                                | Sampdoria     | Olímpico de Turín       | 29 de abril | 20:45 |
| Roma           | 1 - 3 (enlace roto disponible en Internet Archive; véase el historial, la primera versión y la última). | Lazio         | Olímpico de Roma        | 30 de abril | 12:30 |
| Genoa          | 1 - 2 Archivado el 8 de mayo de 2017 en Wayback Machine.                                                | Chievo Verona | Luigi Ferraris          | 30 de abril | 15:00 |
| Palermo        | 2 - 0 Archivado el 8 de mayo de 2017 en Wayback Machine.                                                | Fiorentina    | Renzo Barbera           | 30 de abril | 15:00 |
| Crotone        | 1 - 1 Archivado el 8 de mayo de 2017 en Wayback Machine.                                                | Milan         | Adriatico               | 30 de abril | 15:00 |
| Cagliari       | 1 - 0 Archivado el 8 de mayo de 2017 en Wayback Machine.                                                | Pescara       | Sant'Elia               | 30 de abril | 15:00 |
| Empoli         | 1 - 3 Archivado el 8 de mayo de 2017 en Wayback Machine.                                                | Sassuolo      | Carlo Castellani        | 30 de abril | 15:00 |
| Bologna        | 4 - 0 Archivado el 8 de mayo de 2017 en Wayback Machine.                                                | Udinese       | Renato Dall'Ara         | 30 de abril | 15:00 |
| Internazionale | 0 - 1 Archivado el 8 de mayo de 2017 en Wayback Machine.                                                | Napoli        | Giuseppe Meazza         | 30 de abril | 20:45 |

| Napoli        | 3 - 1 Archivado el 11 de mayo de 2017 en Wayback Machine. | Cagliari       | San Paolo                           | 6 de mayo | 18:00 |
| Juventus      | 1 - 1 Archivado el 11 de mayo de 2017 en Wayback Machine. | Torino         | Juventus Stadium                    | 6 de mayo | 20:45 |
| Udinese       | 1 - 1 Archivado el 11 de mayo de 2017 en Wayback Machine. | Atalanta       | Friuli                              | 7 de mayo | 12:30 |
| Empoli        | 3 - 1 Archivado el 11 de mayo de 2017 en Wayback Machine. | Bologna        | Carlo Castellani                    | 7 de mayo | 15:00 |
| Pescara       | 0 - 1 Archivado el 11 de mayo de 2017 en Wayback Machine. | Crotone        | Adriatico                           | 7 de mayo | 15:00 |
| Sassuolo      | 2 - 2 Archivado el 7 de mayo de 2017 en Wayback Machine.  | Fiorentina     | MAPEI Stadium - Città del Tricolore | 7 de mayo | 15:00 |
| Genoa         | 1 - 0 Archivado el 11 de mayo de 2017 en Wayback Machine. | Internazionale | Luigi Ferraris                      | 7 de mayo | 15:00 |
| Chievo Verona | 1 - 1 Archivado el 11 de mayo de 2017 en Wayback Machine. | Palermo        | Marcantonio Bentegodi               | 7 de mayo | 15:00 |
| Lazio         | 7 - 3 Archivado el 11 de mayo de 2017 en Wayback Machine. | Sampdoria      | Olímpico de Roma                    | 7 de mayo | 15:00 |
| Milan         | 1 - 4 Archivado el 11 de mayo de 2017 en Wayback Machine. | Roma           | San Siro                            | 7 de mayo | 20:45 |

| Fiorentina     | 3 - 2 Archivado el 15 de mayo de 2017 en Wayback Machine. | Lazio         | Artemio Franchi         | 13 de mayo | 18:00 |
| Atalanta       | 1 - 1 Archivado el 15 de mayo de 2017 en Wayback Machine. | Milan         | Atleti Azzurri d'Italia | 13 de mayo | 20:45 |
| Internazionale | 1 - 2 Archivado el 17 de mayo de 2017 en Wayback Machine. | Sassuolo      | Giuseppe Meazza         | 14 de mayo | 12:30 |
| Sampdoria      | 1 - 1 Archivado el 19 de mayo de 2017 en Wayback Machine. | Chievo Verona | Luigi Ferraris          | 14 de mayo | 15:00 |
| Cagliari       | 3 - 2 Archivado el 16 de mayo de 2017 en Wayback Machine. | Empoli        | Sant'Elia               | 14 de mayo | 15:00 |
| Palermo        | 1 - 0 Archivado el 19 de mayo de 2017 en Wayback Machine. | Genoa         | Renzo Barbera           | 14 de mayo | 15:00 |
| Torino         | 0 - 5 Archivado el 19 de mayo de 2017 en Wayback Machine. | Napoli        | Olímpico de Turín       | 14 de mayo | 15:00 |
| Bologna        | 3 - 1 Archivado el 17 de mayo de 2017 en Wayback Machine. | Pescara       | Renato Dall'Ara         | 14 de mayo | 15:00 |
| Crotone        | 1 - 0 Archivado el 19 de mayo de 2017 en Wayback Machine. | Udinese       | Adriatico               | 14 de mayo | 15:00 |
| Roma           | 3 - 1 Archivado el 17 de mayo de 2017 en Wayback Machine. | Juventus      | Olímpico de Roma        | 14 de mayo | 20:45 |

| Chievo Verona | 3 - 5 Archivado el 27 de mayo de 2017 en Wayback Machine.      | Roma           | Marcantonio Bentegodi               | 20 de mayo | 18:00 |
| Napoli        | 4 - 1 Archivado el 25 de mayo de 2017 en Wayback Machine.      | Fiorentina     | San Paolo                           | 20 de mayo | 20:45 |
| Empoli        | 0 - 1 Archivado el 21 de mayo de 2017 en Wayback Machine.      | Atalanta       | Carlo Castellani                    | 21 de mayo | 15:00 |
| Milan         | 3 - 0 Archivado el 20 de noviembre de 2017 en Wayback Machine. | Bologna        | San Siro                            | 21 de mayo | 15:00 |
| Sassuolo      | 6 - 2 Archivado el 27 de mayo de 2017 en Wayback Machine.      | Cagliari       | MAPEI Stadium - Città del Tricolore | 21 de mayo | 15:00 |
| Juventus (C)  | 3 - 0 Archivado el 25 de mayo de 2017 en Wayback Machine.      | Crotone        | Juventus Stadium                    | 21 de mayo | 15:00 |
| Udinese       | 1 - 1 Archivado el 27 de mayo de 2017 en Wayback Machine.      | Sampdoria      | Friuli                              | 21 de mayo | 15:00 |
| Genoa         | 2 - 1 Archivado el 25 de mayo de 2017 en Wayback Machine.      | Torino         | Luigi Ferraris                      | 21 de mayo | 15:00 |
| Lazio         | 1 - 3 Archivado el 27 de mayo de 2017 en Wayback Machine.      | Internazionale | Olímpico de Roma                    | 21 de mayo | 20:45 |
| Pescara       | 2 - 0 Archivado el 27 de mayo de 2017 en Wayback Machine.      | Palermo        | Adriatico                           | 22 de mayo | 20:45 |

| Atalanta       | 1 - 0 Archivado el 4 de junio de 2017 en Wayback Machine. | Chievo Verona | Atleti Azzurri d'Italia | 27 de mayo | 18:00 |
| Bologna        | 1 - 2 Archivado el 30 de mayo de 2017 en Wayback Machine. | Juventus      | Renato Dall'Ara         | 27 de mayo | 18:00 |
| Cagliari       | 2 - 1 Archivado el 3 de junio de 2017 en Wayback Machine. | Milan         | Sant'Elia               | 28 de mayo | 15:00 |
| Roma           | 3 - 2 Archivado el 31 de mayo de 2017 en Wayback Machine. | Genoa         | Olímpico de Roma        | 28 de mayo | 18:00 |
| Sampdoria      | 2 - 4 Archivado el 4 de junio de 2017 en Wayback Machine. | Napoli        | Luigi Ferraris          | 28 de mayo | 18:00 |
| Palermo        | 2 - 1 Archivado el 4 de junio de 2017 en Wayback Machine. | Empoli        | Renzo Barbera           | 28 de mayo | 20:45 |
| Crotone        | 3 - 1 Archivado el 2 de junio de 2017 en Wayback Machine. | Lazio         | Adriatico               | 28 de mayo | 20:45 |
| Fiorentina     | 2 - 2 Archivado el 4 de junio de 2017 en Wayback Machine. | Pescara       | Artemio Franchi         | 28 de mayo | 20:45 |
| Torino         | 5 - 3 Archivado el 4 de junio de 2017 en Wayback Machine. | Sassuolo      | Olímpico de Turín       | 28 de mayo | 20:45 |
| Internazionale | 5 - 2 Archivado el 2 de junio de 2017 en Wayback Machine. | Udinese       | Giuseppe Meazza         | 28 de mayo | 20:45 |

## Estadísticas
| Edin Džeko                               | Roma           | 29 | 37 | 0.78 |
| Dries Mertens                            | Napoli         | 28 | 35 | 0.8  |
| Andrea Belotti                           | Torino         | 26 | 35 | 0.74 |
| Mauro Icardi                             | Internazionale | 24 | 34 | 0.71 |
| Gonzalo Higuaín                          | Juventus       | 24 | 38 | 0.63 |
| Ciro Immobile                            | Lazio          | 23 | 36 | 0.64 |
| Lorenzo Insigne                          | Napoli         | 18 | 37 | 0.49 |
| Balde Keita                              | Lazio          | 16 | 31 | 0.52 |
| Marco Borriello                          | Cagliari       | 16 | 36 | 0.44 |
| Alejandro Gómez                          | Atalanta       | 16 | 37 | 0.43 |
| Mohamed Salah                            | Roma           | 15 | 31 | 0.48 |
| Nikola Kalinić                           | Fiorentina     | 15 | 32 | 0.47 |
| José Callejón                            | Napoli         | 14 | 37 | 0.38 |
| Carlos Bacca                             | Milan          | 13 | 32 | 0.41 |
| Diego Falcinelli                         | Crotone        | 13 | 36 | 0.36 |
| Última actualización: 28 de mayo de 2017 |                |    |    |      |

| Jugador             | Equipo         | Autogoles |
| ------------------- | -------------- | --------- |
| Armando Izzo        | Genoa          | 2         |
| Ibrahima Mbaye      | Bologna        | 2         |
| Francesco Acerbi    | Sassuolo       | 1         |
| Arlind Ajeti        | Torino         | 1         |
| Gabriele Angella    | Udinese        | 1         |
| Hugo Campagnaro     | Pescara        | 1         |
| Luca Ceppitelli     | Cagliari       | 1         |
| Andrea Costa        | Empoli         | 1         |
| Dario Dainelli      | Chievo Verona  | 1         |
| Wallace             | Lazio          | 1         |
| Edoardo Goldaniga   | Palermo        | 1         |
| Samir Handanovič    | Internazionale | 1         |
| Wesley Hoedt        | Lazio          | 1         |
| Elseid Hysaj        | Napoli         | 1         |
| Mauro Icardi        | Internazionale | 1         |
| Juraj Kucka         | Milan          | 1         |
| Cristiano Lombardi  | Lazio          | 1         |
| Rubinho             | Genoa          | 1         |
| Ezequiel Muñoz      | Genoa          | 1         |
| Lucas Orbán         | Genoa          | 1         |
| Gabriel Paletta     | Milan          | 1         |
| Alex Sandro         | Juventus       | 1         |
| Leonardo Spinazzola | Atalanta       | 1         |

| José Callejón                            | Napoli         | 12 | 37 |
| Mohamed Salah                            | Roma           | 11 | 31 |
| Borja Valero                             | Fiorentina     | 10 | 31 |
| Alejandro Gómez                          | Atalanta       | 10 | 37 |
| Marek Hamšík                             | Napoli         | 10 | 38 |
| Domenico Berardi                         | Sassuolo       | 9  | 21 |
| Miralem Pjanić                           | Juventus       | 9  | 30 |
| Senad Lulić                              | Lazio          | 9  | 31 |
| Suso                                     | Milan          | 9  | 34 |
| Valter Birsa                             | Chievo Verona  | 9  | 35 |
| Dries Mertens                            | Napoli         | 9  | 35 |
| Felipe Anderson                          | Lazio          | 9  | 36 |
| Edin Džeko                               | Roma           | 9  | 37 |
| Lorenzo Insigne                          | Napoli         | 9  | 37 |
| Antonio Candreva                         | Internazionale | 9  | 38 |
| Última actualización: 28 de mayo de 2017 |                |    |    |

## Datos y más estadísticas

### Récords de goles
- Primer gol de la temporada: Anotado por Diego Perotti, para la Roma ante el Udinese (20 de agosto de 2016).
- Último gol de la temporada: Anotado por Duván Zapata, para el Udines ante el Internazionale (28 de mayo de 2017).
- Gol más rápido: Anotado a los 56 segundos por Alessandro Matri en el Pescara 1 - 3 Archivado el 24 de enero de 2017 en Wayback Machine. Sassuolo (22 de enero de 2017).
- Gol más cercano al final del encuentro: Anotado a los 90+7 minutos por Ciro Immobile en el Lazio 1 - 1 Archivado el 21 de septiembre de 2016 en Wayback Machine. Bologna (16 de octubre de 2016).

#### Tripletas o pókers
Aquí se encuentra la lista de tripletas o hat-tricks y póker de goles (en general, tres o más goles anotados por un jugador en un mismo encuentro) convertidos en la temporada.
| Fecha      | Jugador          | Goles                     | Local          | Resultado                                                       | Visitante      | Jornada    |
| ---------- | ---------------- | ------------------------- | -------------- | --------------------------------------------------------------- | -------------- | ---------- |
| 21/8/2016  | Carlos Bacca     | 38' · 50' · 62' (p)       | Milan          | 3 - 2 Archivado el 22 de agosto de 2016 en Wayback Machine.     | Torino         | Jornada 1  |
| 28/8/2016  | Andrea Belotti   | 28' · 37' · 88'           | Torino         | 5 - 1 Archivado el 27 de agosto de 2016 en Wayback Machine.     | Bologna        | Jornada 2  |
| 23/10/2016 | Nikola Kalinić   | 20' · 40' · 53'           | Cagliari       | 3 - 5 Archivado el 21 de septiembre de 2016 en Wayback Machine. | Fiorentina     | Jornada 9  |
| 6/11/2016  | Mohamed Salah    | 13' · 62' · 71'           | Roma           | 3 - 0 Archivado el 21 de septiembre de 2016 en Wayback Machine. | Bologna        | Jornada 12 |
| 11/12/2016 | Dries Mertens    | 34' · 69' · 72'           | Cagliari       | 0 - 5 Archivado el 12 de diciembre de 2016 en Wayback Machine.  | Napoli         | Jornada 16 |
| 18/12/2016 | Dries Mertens    | 13' · 18' (p) · 22' · 80' | Napoli         | 5 - 3 Archivado el 20 de diciembre de 2016 en Wayback Machine.  | Torino         | Jornada 17 |
| 29/1/2017  | Diego Falcinelli | 56' · 90'+1 · 90'+2       | Crotone        | 4 - 1 Archivado el 29 de enero de 2017 en Wayback Machine.      | Empoli         | Jornada 22 |
| 4/2/2017   | Marek Hamšík     | 4' · 70' · 74'            | Bologna        | 1 - 7 Archivado el 6 de febrero de 2017 en Wayback Machine.     | Napoli         | Jornada 23 |
| 4/2/2017   | Dries Mertens    | 33' · 43' · 90'           | Bologna        | 1 - 7 Archivado el 6 de febrero de 2017 en Wayback Machine.     | Napoli         | Jornada 23 |
| 5/2/2017   | Marco Parolo     | 10' · 14' · 49' · 77'     | Pescara        | 2 - 6 Archivado el 5 de febrero de 2017 en Wayback Machine.     | Lazio          | Jornada 23 |
| 12/2/2017  | Roberto Inglese  | 39' · 56' · 67'           | Sassuolo       | 1 - 3 Archivado el 14 de febrero de 2017 en Wayback Machine.    | Chievo Verona  | Jornada 24 |
| 5/3/2017   | Andrea Belotti   | 73' · 76' · 81'           | Torino         | 3 - 1 Archivado el 8 de abril de 2017 en Wayback Machine.       | Palermo        | Jornada 27 |
| 12/3/2017  | Mauro Icardi     | 17' · 23' (p) · 26'       | Internazionale | 7 - 1 Archivado el 15 de marzo de 2017 en Wayback Machine.      | Atalanta       | Jornada 28 |
| 12/3/2017  | Éver Banega      | 31' · 34' · 67'           | Internazionale | 7 - 1 Archivado el 15 de marzo de 2017 en Wayback Machine.      | Atalanta       | Jornada 28 |
| 2/4/2017   | Alejandro Gómez  | 32' (p) · 63' · 83'       | Genoa          | 0 - 5 Archivado el 25 de mayo de 2017 en Wayback Machine.       | Atalanta       | Jornada 30 |
| 22/4/2017  | Mauro Icardi     | 34' · 88' · 90'+1         | Fiorentina     | 5 - 4 Archivado el 24 de abril de 2017 en Wayback Machine.      | Internazionale | Jornada 33 |
| 23/4/2017  | Baldé Keita      | 21' · 24' (p) · 26'       | Lazio          | 6 - 2 Archivado el 12 de mayo de 2017 en Wayback Machine.       | Palermo        | Jornada 33 |
| 28/5/2017  | Grégoire Defrel  | 14' · 40' · 81' (p)       | Torino         | 5 - 3 Archivado el 4 de junio de 2017 en Wayback Machine.       | Sassuolo       | Jornada 38 |

## Fichajes

### Fichajes más caros del mercado de verano
| Pos. | Jugador             | Club de destino | Club de origen     | Precio (€) | Ref.   |
| ---- | ------------------- | --------------- | ------------------ | ---------- | ------ |
| 1.º  | Gonzalo Higuaín     | Juventus        | Napoli             | 90.000.000 | [ 42 ] |
| 2.º  | João Mário          | Internazionale  | Sporting de Lisboa | 45.000.000 | [ 43 ] |
| 3.º  | Arkadiusz Milik     | Napoli          | Ajax               | 33.000.000 | [ 44 ] |
| 4.º  | Miralem Pjanić      | Juventus        | Roma               | 32.000.000 | [ 45 ] |
| 5.º  | Gabriel Barbosa     | Internazionale  | Santos             | 25.000.000 | [ 46 ] |
| 6.º  | Marko Pjaca         | Juventus        | Dinamo Zagreb      | 23.000.000 | [ 47 ] |
| 7.º  | Antonio Candreva    | Internazionale  | Lazio              | 22.000.000 | [ 48 ] |
| 8.º  | Piotr Zieliński     | Napoli          | Udinese            | 15.000.000 | [ 49 ] |
| 9.º  | Stephan El Shaarawy | Roma            | Milan              | 13.000.000 | [ 50 ] |
| 10.º | Lorenzo Tonelli     | Napoli          | Empoli             | 10.000.000 | [ 51 ] |